# Bieliny (gmina)
Bieliny (dawn. gmina Huta Nowa)  – gmina wiejska w województwie świętokrzyskim, w powiecie kieleckim. W latach 1975–1998 znajdowała się w województwie kieleckim. Położona 20 km na wschód od Kielc.
Siedziba gminy to Bieliny (do 30 grudnia 1999 pod nazwą Bieliny Kapitulne). Historycznie teren gminy położony jest w Małopolsce (ziemia sandomierska).
Gmina leży w centrum masywu Gór Świętokrzyskich. Jest to teren bogaty w walory przyrodniczo- krajobrazowe, dzięki czemu stanowi ważny ośrodek turystyczny regionu. Na terytorium Gminy znajduje się duża liczba zabytków pochodzących z różnych okresów – ogółem blisko 60, w tym około 35 obiektów tradycyjnego budownictwa drewnianego z XIX i XX wieku, 46 stanowisk archeologicznych (są to ślady osadnictwa z okresu neolitu, epoki kamienia i epoki nowożytnej), stanowiska produkcji dymarskiej, hutnictwa szkła, zabytkowe kościoły, przydrożne, drewniane kapliczki, a także ośrodek kultu pogańskiego z przełomu IX i X wieku.
Teren gminy określa się mianem Zagłębia Truskawkowego. 10 kwietnia 2009 lokalną odmianę truskawki – truskawkę bielińską wpisano na Listę produktów tradycyjnych.
Według danych z 31 grudnia 2019 gminę zamieszkiwało 11 130 osób.

## Geografia i środowisko naturalne
Gmina Bieliny leży u podnóża najwyższych szczytów Gór Świętokrzyskich – Łysicy, Agaty i Łysej Góry. Ponad 60% jej powierzchni znajduje się w granicach Świętokrzyskiego Parku Narodowego i jego otuliny, czyli przygranicznej strefy ochronnej, co zapewnia zachowanie pierwotnego charakteru gminy rolniczej i dobrego stanu przyrody. Reszta, czyli część południowa, to fragment Cisowsko – Orłowińskiego Parku Krajobrazowego z cennymi obiektami przyrodniczymi, urozmaiconym krajobrazem i kompleksami leśnymi połączone korytarzem ekologicznym wzdłuż doliny rzeki Lubrzanki. Obszar Świętokrzyski o charakterze wyżynno-górskim obejmuje najstarszy w kraju, obok Sudetów, masyw górski – Góry Świętokrzyskie, charakteryzujące się malowniczymi, ułożonymi równoleżnikowo, pasmami górskimi o łagodnych zboczach i wielu punktach widokowych.  Utworzono tu Świętokrzyski Park Narodowy, który w granicach Gminy zajmuje obszar 882,92 ha. Szczególnym walorem Parku są gołoborza, czyli rumowiska skalne powstałe na stokach, w wyniku wietrzenia kambryjskich piaskowców kwarcytowych.
Rozpatrując położenie Gminy Bieliny na tle podziału regionalnego Polski wg Kondrackiego [Kondracki J., 2001], leży ona w obrębie następujących jednostek:
- Prowincja: Wyżyna Małopolska
- Podprowincja: Wyżyna Środkowomałopolska
- Makroregion: Wyżyna Kielecka
- Mezoregion: Góry Świętokrzyskie

Podłoże obszaru budują skały paleozoiczne, rozciągające się między dwoma antyklinami: łuską Łysogór i siodłem Pasma Orłowińskiego. Wypiętrzenia te budują skały wieku kambryjskiego: Pasmo Łysogórskie – piaskowce kwarcytowe, szarogłazy, mułowce i iłowce, a Pasmo Orłowińskie – piaskowce kwarcytowe. W środkowej części Gminy piaskowce kwarcytowe dolnego dewonu budują wzniesienia Pasma Bielińskiego. Piaskowce i mułowce z wkładkami iłów i zlepieńców odsłaniają się na brzegu koryta Belnianki w Bielinach. Wapienie i łupki dewonu środkowego i górnego zalegają w obniżeniach synklinalnych. Środkiem Gminy, na kierunku NW-SE, biegnie antyklina Bielin, zbudowana z karbońskich iłołupków, szarogłazów i margli. Skały kambryjskie i dewońskie odsłaniają się na powierzchni terenu w licznych odkrywkach. Najbardziej znane odsłonięcia znajdują się w Łysogórach, są to kwarcytowe gołoborza, a także grupa skałek środkowodewońskich dolomitów na granicy sołectw Górki Napękowskie i Bieliny, objęta ochroną jako pomnik przyrody nieożywionej „Kamień Ławki”.
Kopaliny występujące na terenie Gminy to: piaskowce kwarcytowe, surowce węglanowe, surowce ilaste, piaski oraz niegdyś eksploatowane – rudy żelaza.
Najwyższy punkt na terenie gminy leży w Paśmie Łysogórskim – na kulminacji Księża Skała (549,7 m n.p.m.), najniższy znajduje się w korycie rzeki Belnianki – w Napękowie (269,1 m n.p.m.).
Występuje tu 35 gatunków drzew, z jodłą, a także bukiem, sosną, dębem, świerkiem, lipą szerokolistną. Spotyka się bogate skupiska modrzewia (Larix polonica) i resztki, niegdyś bardzo częstego cisa (Taxus toccata) – 400-letni okaz, uznany za pomnik przyrody, rośnie koło kościoła w Makoszynie. Niezwykle cenne lasy pasma Łysogórskiego, z wyżynnym, jodłowym borem mieszanym, w różnych wariantach, są pod zarządem ŚPN. Na uwagę zasługuję buczyna karpacka (Dentario glaudulosoe – Fagetum). Na gołoborzach występuje pionierski zespół jarzębiny świętokrzyskiej. Między miejscowościami Makoszyn i Widełki w 1959 roku został utworzony Rezerwat przyrody „Zamczysko”. Jest to rezerwat leśny o powierzchni 12,96 ha w Paśmie Orłowińskim, na Górze Wysokówka (412 m n.p.m.). Został on utworzony ze względów naukowych, w celu zachowania fragmentu lasu mieszanego o charakterze pierwotnym.
W granicach administracyjnych Gminy Bieliny występują:
- park narodowy wraz z otuliną,
- park krajobrazowy z otuliną,
- rezerwat przyrody,
- obszary chronionego krajobrazu,
- Obszary Natura 2000,
- pomniki przyrody,
- chronione gatunki roślin, zwierząt i grzybów.

Razem tworzą Wielkoprzestrzenny System Obszarów Chronionych.

## Struktura powierzchni
Według danych z roku 2017 gmina Bieliny ma obszar 88,22 km², w tym:
- użytki rolne: 65%
- użytki leśne: 30%

Gmina stanowi 3,92% powierzchni powiatu.

## Demografia

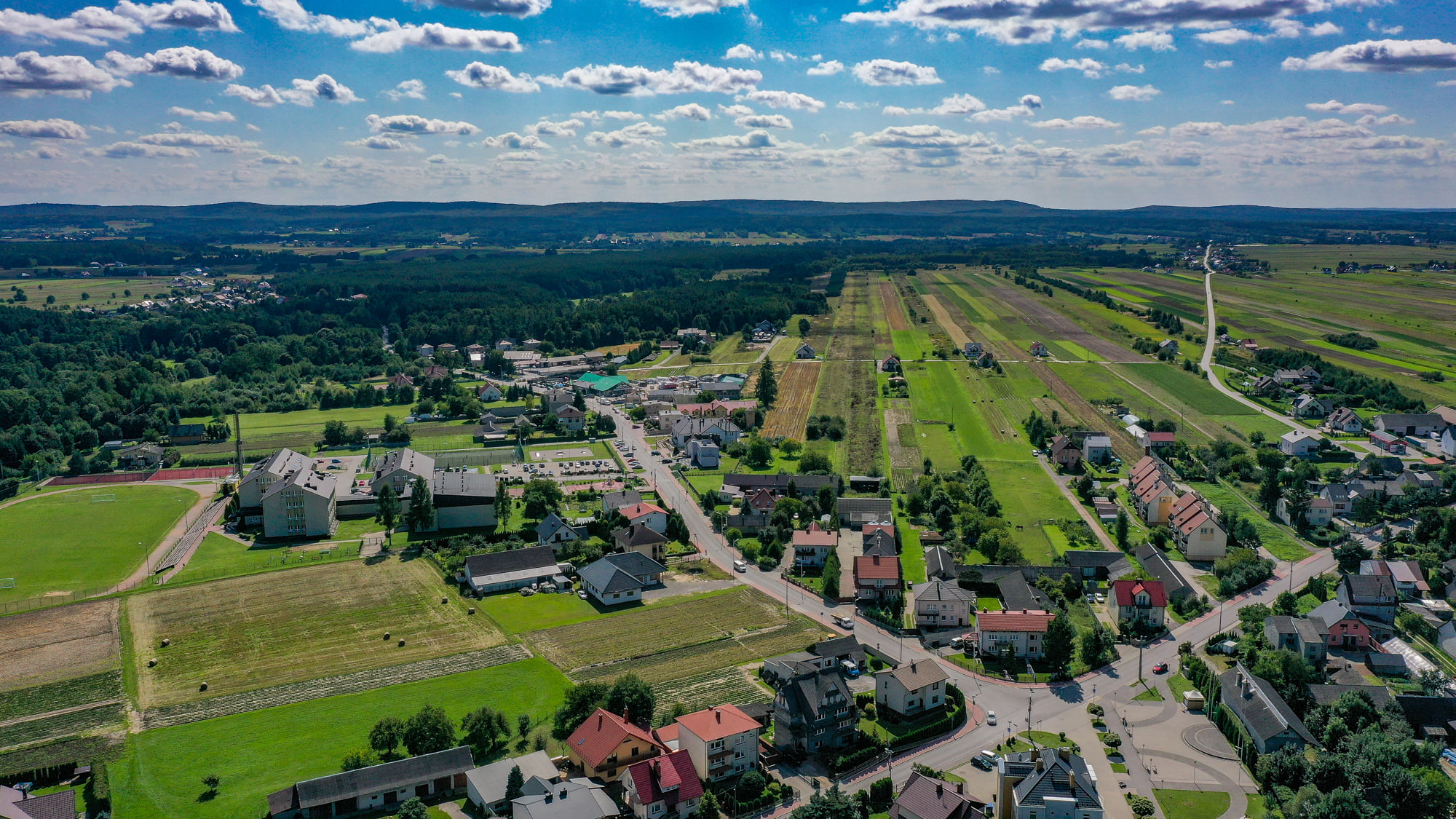
Bieliny, Zespół Szkół Samorządowych

Dane z 31 grudnia 2017 roku:
| Opis                              | Ogółem | Ogółem | Kobiety | Kobiety | Mężczyźni | Mężczyźni |
| --------------------------------- | ------ | ------ | ------- | ------- | --------- | --------- |
| jednostka                         | osób   | %      | osób    | %       | osób      | %         |
| populacja                         | 11130  | 100    | 5587    | 49,9    | 5541      | 50,1      |
| gęstość zaludnienia (mieszk./km²) | 116,4  | 116,4  | 58,3    | 58,3    | 58,1      | 58,1      |

## Historia
W ramach Archeologicznego Zdjęcia Polski przeprowadzono badania powierzchni Gminy Bieliny. Odkryte stanowiska archeologiczne w ilości 47 zgrupowane są głównie w północnej, północno-wschodniej i zachodniej części Gminy, w miejscowościach: Huta Szklana, Huta Podłysica i Napęków. Są to przede wszystkim stanowiska produkcji dymarskiej lub ślady produkcji dymarskiej (72% wszystkich stanowisk), datowane na epokę kamienia oraz późne średniowiecze. Pozostałe stanowiska to w większości ślady osadnictwa i pozostałości osad z okresu neolitu i epoki kamienia (na szczególną uwagę zasługuje Rezerwat archeologiczno- przyrodniczy „Góra Zamczysko”, dobrze zachowany ośrodek kultu pogańskiego z IX/X w.).

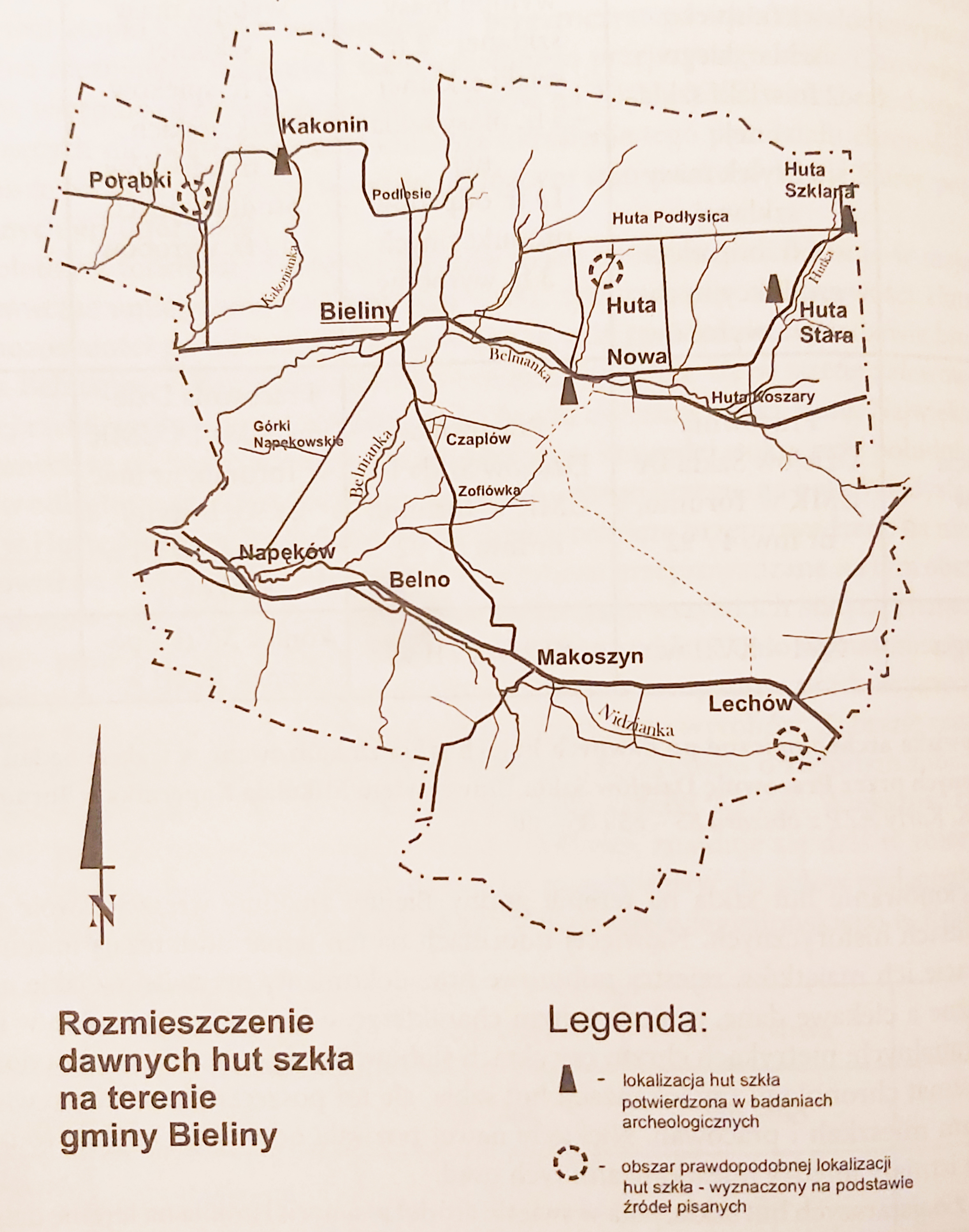
Rozmieszczenie hut szkła na terenie Gminy Bieliny

Pierwsze wzmianki o najstarszych miejscowościach – Bielinach i Lechowie związane są z Klasztorem na Świętym Krzyżu, a dokładniej z określaniem granic między dobrami opactwa benedyktynów, a ziemiami biskupstwa krakowskiego i biskupstwa włocławskiego. W 1374 po raz pierwszy został wymieniony Lechowiecz, graniczący z Ratajami (Wólka Milanowska). W 1464 roku odnowiono granice klasztornye od strony Jeziorka, Bielin i Lechowa, które należały do biskupa krakowskiego. Piotr Dunin z Prawkowic, podkomorzy sandomierski i starosta łęczycki usypał kopce graniczne pomiędzy wsiami Bieliny i Lechów należącymi do biskupa krakowskiego Jana Rzeszowskiego, a posiadłościami opactwa świętokrzyskiego. Granica prowadziła przez Przełęcz Hucką i rozdzielała dzisiejsze miejscowości Hutę Szklaną i Bartoszowiny, leżące po stronie klasztornej, od Huty Starej, Huty Starej Koszary i Lechowa.
Początki wszystkich miejscowości z terenu gminy Bieliny wiążą się z przemysłem – powstały z osad przy kuźnicach, a ich mieszkańcy zajmowali się wydobyciem i hutnictwem żelaza oraz rozwinęły się na miejscu istniejących niegdyś hut szkła.

### Kalendarium[10]
- XIV wiek – pierwsze wzmianki o Lechowie
- 1455 – król Kazimierz IV Jagiellończyk przenosi Bieliny na prawo niemieckie
- XV wiek – podług "Liber Beneficiorum" Jana Długosza w Bielinach było 14 łanów kmiecych, 2 łany sołeckie i 1 karczma z rolą
- 1466 – w dokumencie wystawionym przez benedyktynów na Świętym Krzyżu pojawiają się Bieliny i Lechów
- 1529 – pierwsze wzmianki o Szklanej Hucie
- 1533 – w dokumentach z wizytacji biskupa Piotra Tomickiego w Bodzentynie znajduje się informacja o tym, że młynarz z Bielin płaci dziesięcinę w postaci czterech garnców wina
- XVI wiek – pierwsze wzmianki o Makoszynie i działającej tam kuźnicy żelaza
- 1619 – pierwsze wzmianki o Hucie Nowej
- 1625 – założenie huty szkła w Kakoninie i Hucie Starej
- 1637 – powstaje kościół parafialny w Bielinach z fundacji biskupa krakowskiego Jakuba Zadzika
- 1637 – przy parafii powstaje szkoła (Schola Bielinen)
- 1657 – hordy kozaków Rakoczego złupiły i spaliły rozwijającą się wieś oraz zamordowały pierwszego proboszcza parafii w Bielinach Jana Słopieckiego
- 1783 – pierwsza wzmianka o Napękowie – istniała tam kuźnica żelaza założona przez włoskiego podróżnika Jana Filipa Carosiego
- 1787 – spis ludności w parafii Bieliny. Mieszkało 1765 ludzi w tym 12 osób mających więcej niż 80 lat
- 1793 – w Bielinach przychodzi na świat przyszły biskup diecezji sandomierskiej Józef Michał Juszyński
- 1794 – pierwsze wzmianki o Hucie Podłysicy. Jest prywatną własnością generała rosyjskiego
- 1795 – III rozbiór Polski. Gmina Bieliny w zaborze austriackim (Galicja Zachodnia)
- 1795 – Bieliny, Kakonin i Porąbki przejęte przez skarb państwa od biskupów krakowskich
- 1808 – urodził się Karol Teliga, przyszły profesor i rektor Uniwersytetu Jagiellońskiego
- 1809 – Gmina Bieliny w Księstwie Warszawskim
- 1815 – włączenie terenów do Królestwa Polskiego (kongresowego)
- 1818 – pierwsze wzmianki o dzisiejszym cmentarzu w Bielinach. Stary cmentarz był przy kościele i w jego podziemiach
- 1823 – pierwsza szkoła w Napękowie przy dworze
- 1831 – proboszcz bieliński Jędrzej Poniewierski oddaje powstańczemu Rządowi Narodowemu srebrny krzyż i kielich z paterą z przeznaczeniem na wsparcie powstania listopadowego
- 1838 – proboszcz Poniewierski przy pomocy parafian rozbudowuje kościół od zachodniej części
- 1840 – uwłaszczenie chłopów w Kakoninie i Porąbkach
- 1846 – 1849 – uwłaszczenie chłopów w Bielinach Kapitulnych i Poduchownych
- 1857 – epidemia cholery w Lechowie
- 1859 – przy kościele parafialnym istnieje szkoła, w której uczą księża
- 1859 – w Nowej Hucie i Napękowie istnieją szkółki prywatne, w których uczą miejscowe dziedziczki (w Hucie panny Trepko, w Napękowie pani Wołoszowska)
- 1863-1864 – czynny udział mieszkańców w powstaniu styczniowym (pola bitew w Makoszynie i Lechowie)
- 1865 – powstanie w Bielinach państwowej szkoły elementarnej. Nauka odbywa się w języku rosyjskim
- 1913 – w Bielinach urodził się Kazimierz Sabbat – premier i prezydent RP na Uchodźstwie
- 1917 – założenie szkoły powszechnej w Porąbkach i Makoszynie
- 1918 – odzyskanie niepodległości. Gmina Bieliny w granicach województwa kieleckiego
- 1921 – powstanie Stowarzyszenia "Rolnik" Bieliny, Spółdzielni Mleczarskiej "W jedności siła", Koła Polskiej Macierzy Szkolnej, Związku Nauczycielskiego "Gwiazda Bielińska", Towarzystwa Związku Strzeleckiego
- 1922 – powstaje Ochotnicza Straż Pożarna w Bielinach
- 1925 – parafia Bieliny w diecezji kieleckiej
- 1933 – otworzono nowy budynek szkoły w Bielinach, przy ul. Starowiejskiej
- 1936 – erygowano nową parafię w Makoszynie
- 1938 – debiut Józefa Ozgi Michalskiego. Ukazują się "Godki świętokrzyskie"
- 1939 – wkroczenie wojsk niemieckich do Lechowa. Decyzją władz okupanta tereny gminy należą do powiatu kieleckiego w dystrykcie radomskim. Początki konspiracji – powstaje komórka Służby Zwycięstwu Polski. Jej komendantem jest Jan Sobkiewicz z Kakonina.
- 1941 – masowe aresztowania ludności i wywózki do obozu koncentracyjnego
- 1943 – pacyfikacja ludności wsi Kakonin i Huta Szklana. Wywózka rodzin żydowskich do getta w Bodzentynie
- 1944 – Oddział AK "Barabasza" wykonał napad na posterunek żandarmerii w Bielinach. W odwecie zamordowano 19 mieszkańców Bielin. Patrol AK "Barabasza" w Hucie Szklanej starł się z patrolem Wehrmachtu. Niemcy stracili 3 żołnierzy, 10 żołnierzy partyzanci wzięli do niewoli. Oddziałem dowodził kpr. "Jurek" Tadeusz Kuchta
- 1945 – Gminę Bieliny opuszczają wojska niemieckie, wkracza Armia Czerwona
- 1947 – elektryfikacja wsi i budowa sieci wodociągowej. Powstaje Spółdzielnia Zdrowia wykonująca opiekę lekarską i dentystyczną
- 1950 – powstanie Spółdzielni Kółek Rolniczych w Bielinach
- 1951 – Rozpoczęcie uprawy truskawek na terenie gminy. Powstaje zespół obrzędowy Wesele Bielińskie
- 1960 – Chłodnia – Kielce organizuje bazę surowcową na terenie gminy Bieliny poprzez założenie 10 plantacji truskawek niemieckiej odmiany „Sengi-Sengany”(truskawka bielińska)
- 1970 – w Bielinach urodził się Tomasz Brożyna polski kolarz szosowy, olimpijczyk z Atlanty (1996) i Aten (2004). Wielokrotny mistrz i reprezentant Polski.
- 1971 – nowy budynek szkoły w Lechowie
- 1983 – początek budowy nowej szkoły w Bielinach
- 1993 – I Festiwal Piosenki Turystycznej w Bielinach
- 1995 – powstaje zespół Bielinianki
- 1998 – odsłonięcie w Hucie Szklanej pomnika ku czci ofiar Katynia, Ostaszkowa i Miednoje. 1 czerwca 1998 roku po raz pierwszy zostały zorganizowane Dni Świętokrzyskiej Truskawki i Mistrzostwa w Szypułkowaniu Truskawek. Erygowano parafię Matki Bożej Fatimskiej w Hucie Nowej.
- 2000 – nowa szkoła w Hucie Nowej
- 2001 – gmina Bieliny ma herb i flagę. Powstaje Towarzystwo Przyjaciół Bielin
- 2005 – powstaje Gminne Centrum Kultury i Sportu w Bielinach
- 2007 – wydano monografię historyczno-etnograficzną „Kartki z przeszłości gminy Bieliny", autorstwa Andrzeja Drogosza i Anety Cedro
- 2009 – Truskawka bielińska wpisana na Listę produktów tradycyjnych
- 2011 – otwarcie Osady Średniowiecznej w Hucie Szklanej

## Zabytki, obiekty przyrodnicze i inne atrakcje turystyczne
- kościół parafialny Kościół Świętego Józefa Oblubieńca Najświętszej Maryi Panny w Bielinach wczesnobarokowy o klasycystycznej fasadzie, wybudowany w 1637, rozbudowany od zachodu w 1838. W ołtarzu głównym (z XIX wieku) znajduje się obraz na desce Świętej Rodziny z poł. XVII wieku oraz dwa ołtarze boczne późnobarokowe z 2. połowy XVIII wieku: w lewym ołtarzu znajduje się obraz Matki Boskiej z Dzieciątkiem z 1. połowy XVIII w., w prawym, obraz Ukrzyżowania z XVII wieku. W ścianę fasady głównej wmurowane zostały marmurowe tablice epitafijne z 1 poł. XVII w., przeniesione do Bielin z rozebranego po pożarze w 1777 r. kościoła klasztornego na Świętym Krzyżu. Obok kościoła położony jest zabytkowy cmentarz.
- Cmentarz parafialny z przełomu XVIII/XIX wieku (nr rej.: A.212 z 14.05.1992). Zachowane nagrobki i krzyże żeliwne z przełomu XIX i XX wieku. Najstarszy z nich – płyta z chęcińskiego wapienia z 1824 roku pochodząca z grobu rodzinnego dzierżawców dworu napękowskiego – Paszkowskich dziedziców Promnika. Inne zabytkowe monumenty: kamienny, neogotycki pomnik w formie wieży ks. Karola Żurkowskiego zm. 1827 roku (założyciela cmentarza), krzyż z czerwonego piaskowca wykonany w 1835, pomniki nagrobne Walentego Pękalskiego i Wincentego Krawczyńskiego, zabytkowa rzeźba Matki Bożej.
- Unikatowy zespół XIX- wiecznych zabytkowych kapliczek przydrożnych
- Kapliczka Najświętszej Maryi Panny z 1802 r. w (przed Urzędem Pocztowym w Bielinach)
- Kapliczka św. Jana Nepomucena z II poł. XIX w  (ul. Kielecka, Bieliny, nieopodal stawu)
- Kapliczka św. Rozalii z XIX w., nakryta czterospadowym gontowym dachem (przy placu wokół Kościoła w Bielinach)
- Kapliczka św. Barbary z XIX w., z rzeźbą z XVIII wieku (ul. Żeromskiego 21, Bieliny)
- Kapliczka św. Jana Nepomucena w Belnie z II poł. XIX wieku (we wnętrzu – barokowa figura świętego)
- Kapliczka św. Jana Nepomucena w Hucie Starej z XIX wieku (drewniana, dach dwuspadowy, wg miejscowych przekazów, wznieśli ją więźniowie, budujący drogę na Święty Krzyż)
- Kapliczka św. Jana Nepomucena w Hucie Nowej z II poł. XIX wieku (drewniana, dach dwuspadowy)
- Boża Męka - zabytkowy krzyż przydrożny z końca XIX wieku (ul. Żeromskiego 19)
- Młyn wodny drewniany w Belnie – typowy przykład wiejskiego budownictwa przemysłowego XIX w. (wybudowany ok. 1884 r. przez rodzinę Nowakowskich). Zbudowany przy znajdujących się wówczas we wsi stawach, pełniący swą funkcję aż do 1995 r. Do 1960 r. miał koło wodne nasiębierne, z czasem przerobiony na napęd elektryczny. Młyn posiadał pełne wyposażenie wnętrza.
- XIX-wieczna chałupa w Kakoninie- doskonale zachowany element świętokrzyskiej tradycji i zabudowy ludowej. Chałupa w Kakoninie składa się z trzech pomieszczeń w układzie: sień – izba – komora. Wnętrze chaty odtworzone zostało na podstawie badań etnograficznych i archiwalnych i przedstawia warunki życia średniozamożnej rodziny rolniczej z XIX wieku. Chałupę zbudował około 1820 roku Wojciech Samiec, z jodłowych bali na podmurówce z kamieni polnych. Koło chałupy przebiega czerwony Główny Szlak Świętokrzyski im. Edmunda Massalskiego.
- Kaplica w Makoszynie, pochodząca z 1 poł. XIX w. Murowana, otynkowana, z dachem dwuspadowym pokrytym blachą, na którym znajduje się wieżyczka. Fasada ozdobiona jest wnękami w stylu barokowym. Boczne ściany wzmocnione szkarpami o cechach neogotyckich. We wnętrzu znajduje się figurka Matki Boskiej. Kapliczka była poddana renowacji w 2000 r.
- Kościół Parafialny p.w. śś. Piotra i Pawła w Makoszynie z XX-lecia międzywojennego
- Cmentarz parafialny w Makoszynie z 1936 roku
- Jodłowo- modrzewiowy dworek i zabudowania, wzniesione w I poł. XX w. w stylu ludowo- dworskim Józefa Ozgi- Michalskiego. Budynki powstały na bazie zachowanych fragmentów fundamentów dużo starszego budynku oraz 200-letniej, kolebkowo sklepionej piwnicy. Obiekt zlokalizowany jest na trasie turystycznej Świętokrzyski Szlak Literacki.
- Dom drewniany Bieliny ul. Żeromskiego 75 1 poł. XX w jak przykład ludowego budownictwa (nie udostępniony do zwiedzania). Drewniane przykłady dawnego, drewnianego budownictwa ludowego z XVIII i XIX wieku z Bielin przeniesione zostały do Parku Etnograficznego w Tokarni m.in. Zagroda z Bielin (na chałupie zachował się napis fundacyjny o treści: „AD 1789 IHS Die 14 Juli”), Jodłowa kapliczka przydrożna z XIX wieku, Organistówka z Bielin z połowy XIX wieku w Sektorze Małomiasteczkowym (Drewniany obiekt zbudowano w konstrukcji węgłowej, o ścianach szalowanych ozdobnie deskami. Budynek nakrywa naczółkowy dach kryty gontem. Wewnątrz domu znajdują się pomieszczenia w układzie dwutraktowym z centralną, przelotową sienią. W każdej z izb wybudowano piece połączone z usytuowanym centralnie tzw. „kominem cyrklowym”.)
- Skała (inaczej Barania Góra) stanowiąca jedno ze wzgórz Pasma Bielińskiego, o wysokości 363,8 m n.p.m. Krzyże na Skale mają historię sięgającą XIX wieku. W 1913 roku stały tam trzy w ramach obchodów 1600-lecia edyktu cesarzy Konstantyna Wielkiego i Licyniusza umożliwiającego chrześcijanom wyznawanie swojej religii w imperium rzymskim, a także dla uczczenia przypadającą wówczas także 230. rocznicę zwycięskiej bitwy pod Wiedniem.
- Kamień- Ławki – Pomnik przyrody nr 129 w rejestrze Regionalnego Konserwatora Przyrody w Kielcach. Okazałe bloki środkowodewońskich dolomitów dochodzą do 10 m wysokości, tworząc cztery grupy. "(...)Według legendy niósł te skały diabeł, aby zniszczyć kościół w Bielinach. Usłyszał jednak bicie dzwonów na Świętym Krzyżu i upuścił je na ziemię (...)"
- Cmentarz choleryczny w Lechowie ok. poł. XIX w. (krzyż z 1857 roku)
- Miejsca pamięci narodowej, pomniki, tablice pamiątkowe m.in.: mogiły ofiar egzekucji z 1944 r. na cmentarzu katolickim w Bielinach, pomnik ofiar II wojny światowej w Bielinach, mogiły upamiętniające ofiary II wojny światowej w Hucie Szklanej i Kakoninie, pomnik Trzech Krzyży Katyńskich w Hucie Szklanej
- Miejsca historyczne – pola bitew z okresu powstania styczniowego – w Makoszynie (15.12.1863 r.) i Lechowie (22.02.1863 r.)
- Rezerwat przyrody „Zamczysko” o powierzchni 12,96 ha, położony między miejscowościami Makoszyn i Widełki.  Znajduje się tam dobrze zachowany ośrodek kultu pogańskiego z IX/X (wały ziemne okalających przedchrześcijański wczesnośredniowieczny ośrodek kultu słowiańskiego). Ochroną objęto fragmenty lasu mieszanego o charakterze pierwotnym, w którym niektóre okazy drzew mają ok. 220 lat. Gatunkiem dominującym jest tu buk, domieszki stanowią: jodła, jawor, klon, dąb.
- Pomnik przyrody ożywionej – Cis pospolity w Makoszynie
- Specjalny Obszar Ochrony Siedlisk Ostoja Jeleniowska[12]
- Osada Średniowieczna w Hucie Szklanej[13] zrekonstruowana wioska, w której czas cofa się o kilka stuleci
- Świętokrzyski Szlak Paproci, ścieżka przyrodnicza w otulinie Świętokrzyskiego Parku Narodowego
- Dni Świętokrzyskiej Truskawki, coroczne folklorystyczne święto połączone z Mistrzostwami Świata w Szypułkowaniu Truskawek[14] (w którym uczestniczyli zawodnicy z kilkudziesięciu krajów)

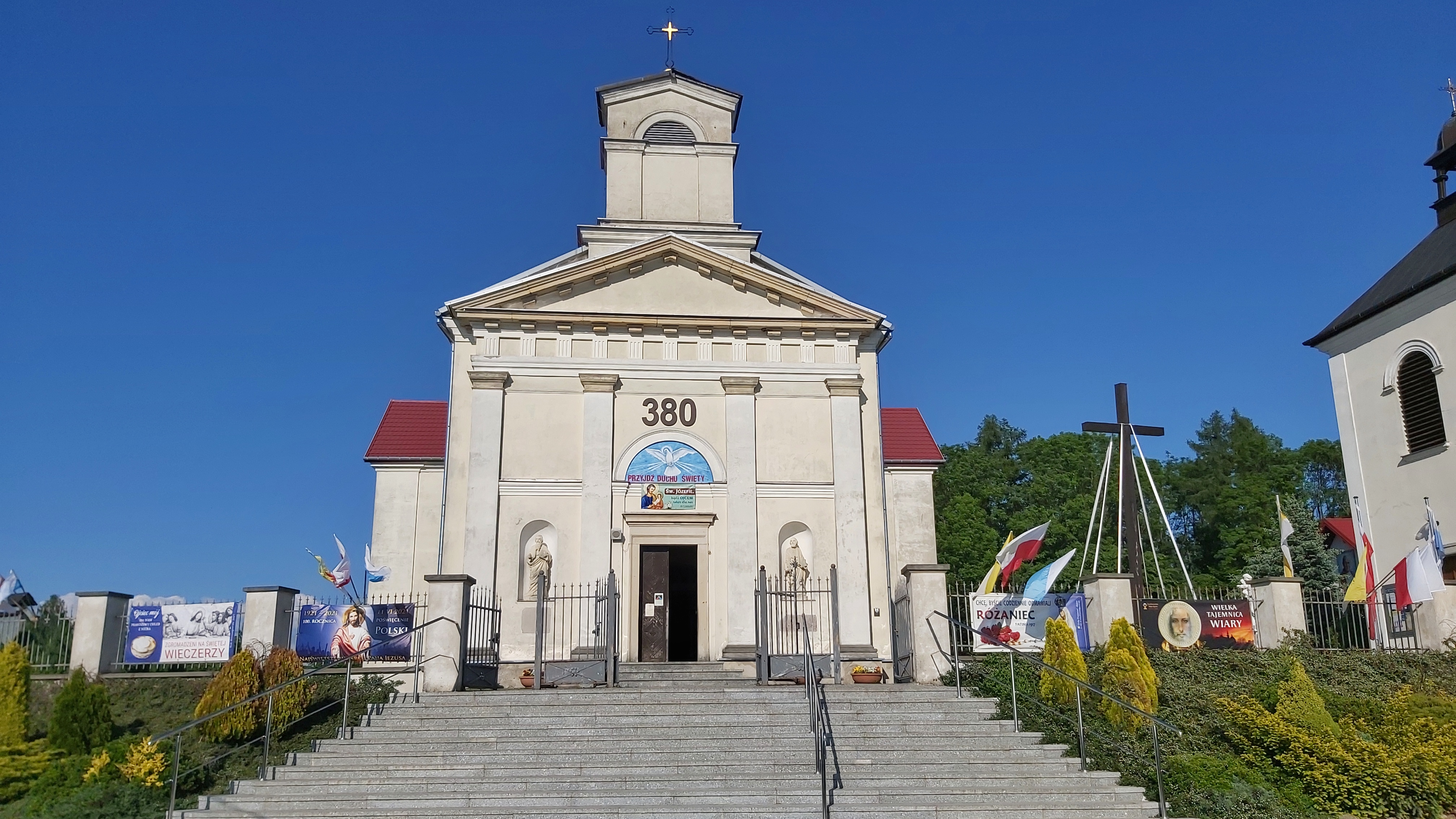
XVII-wieczny Kościół Świętego Józefa Oblubieńca Najświętszej Maryi Panny w Bielinach
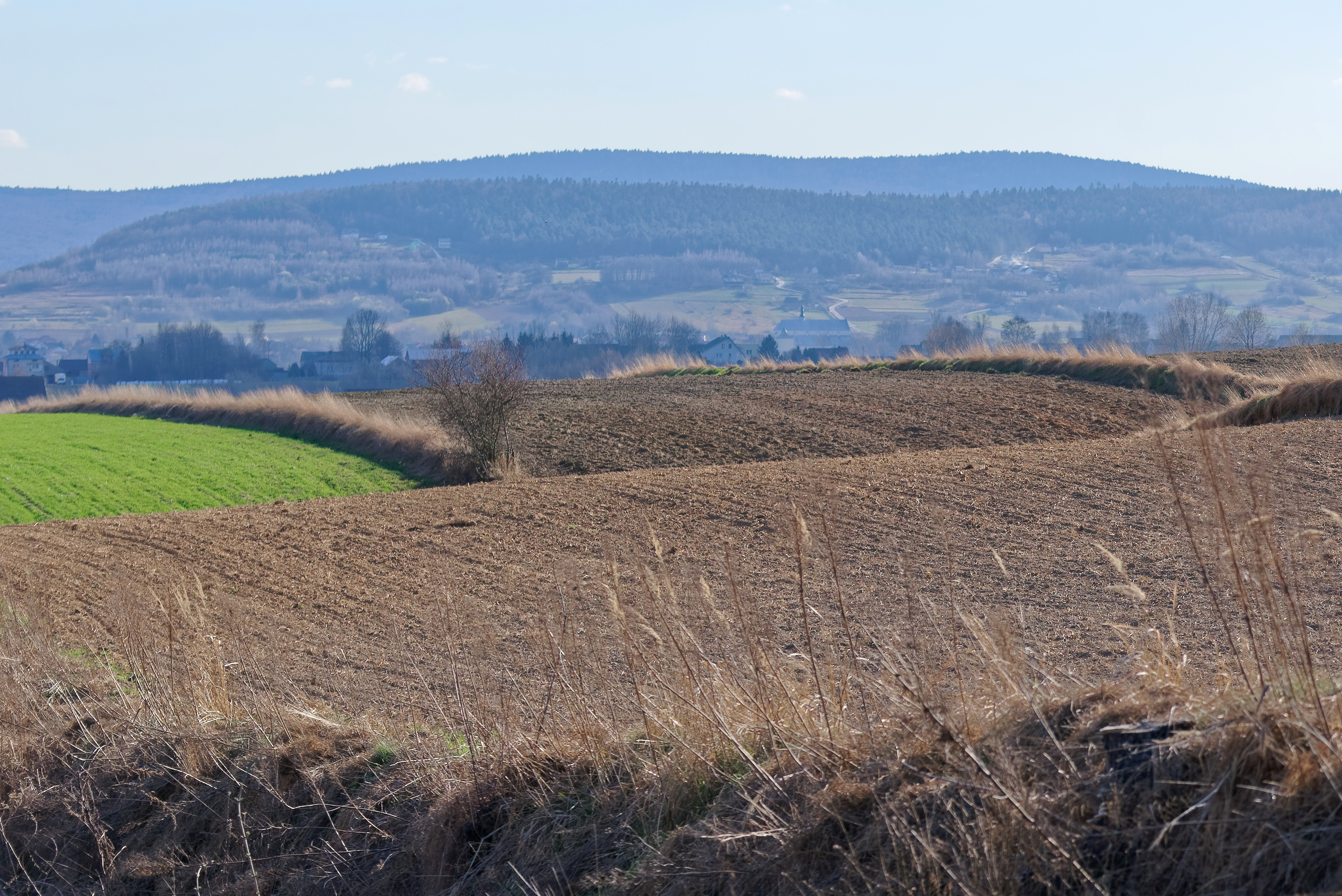
Masyw Łysogórski
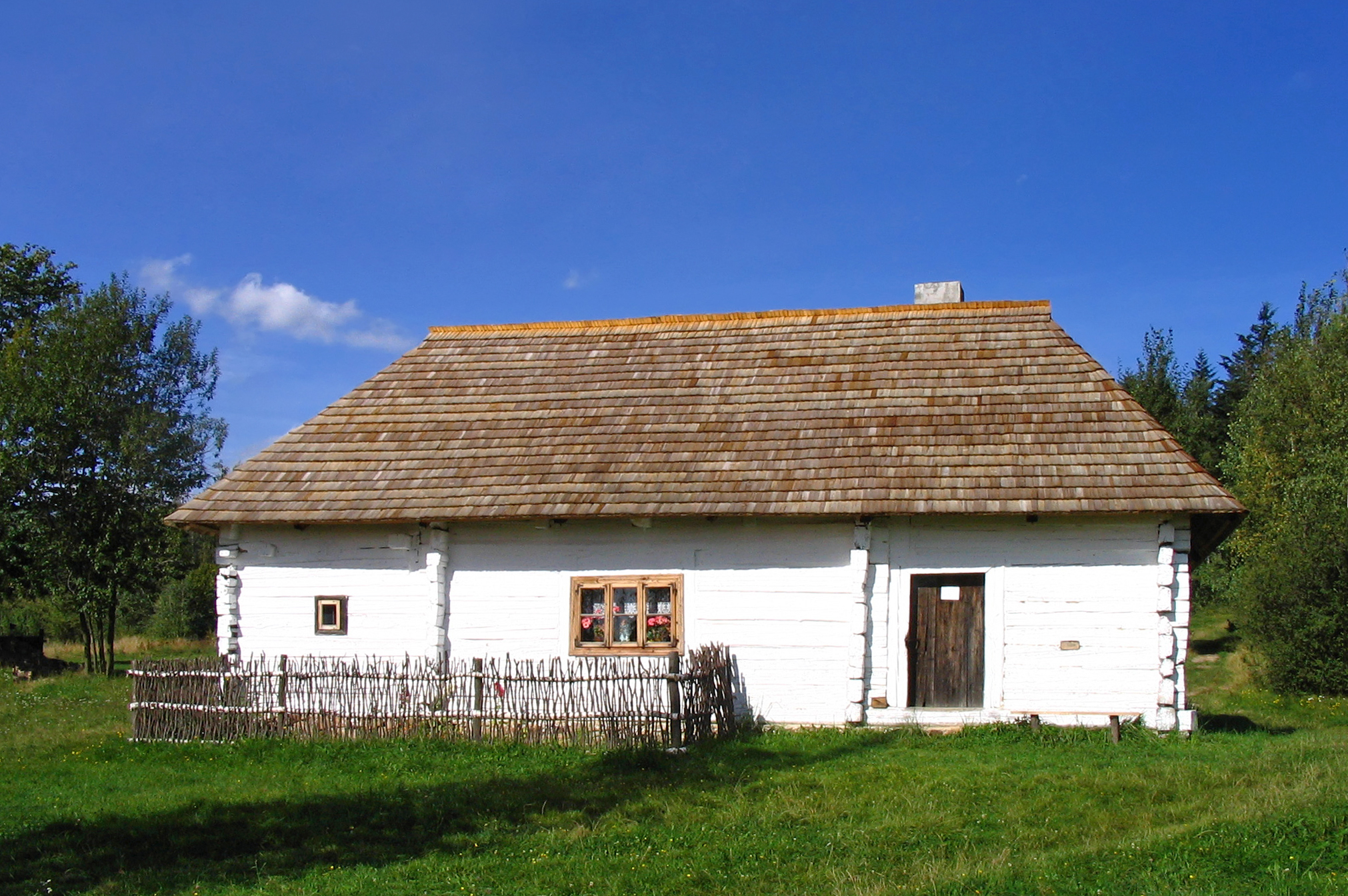
Zabytkowa chata w Kakoninie
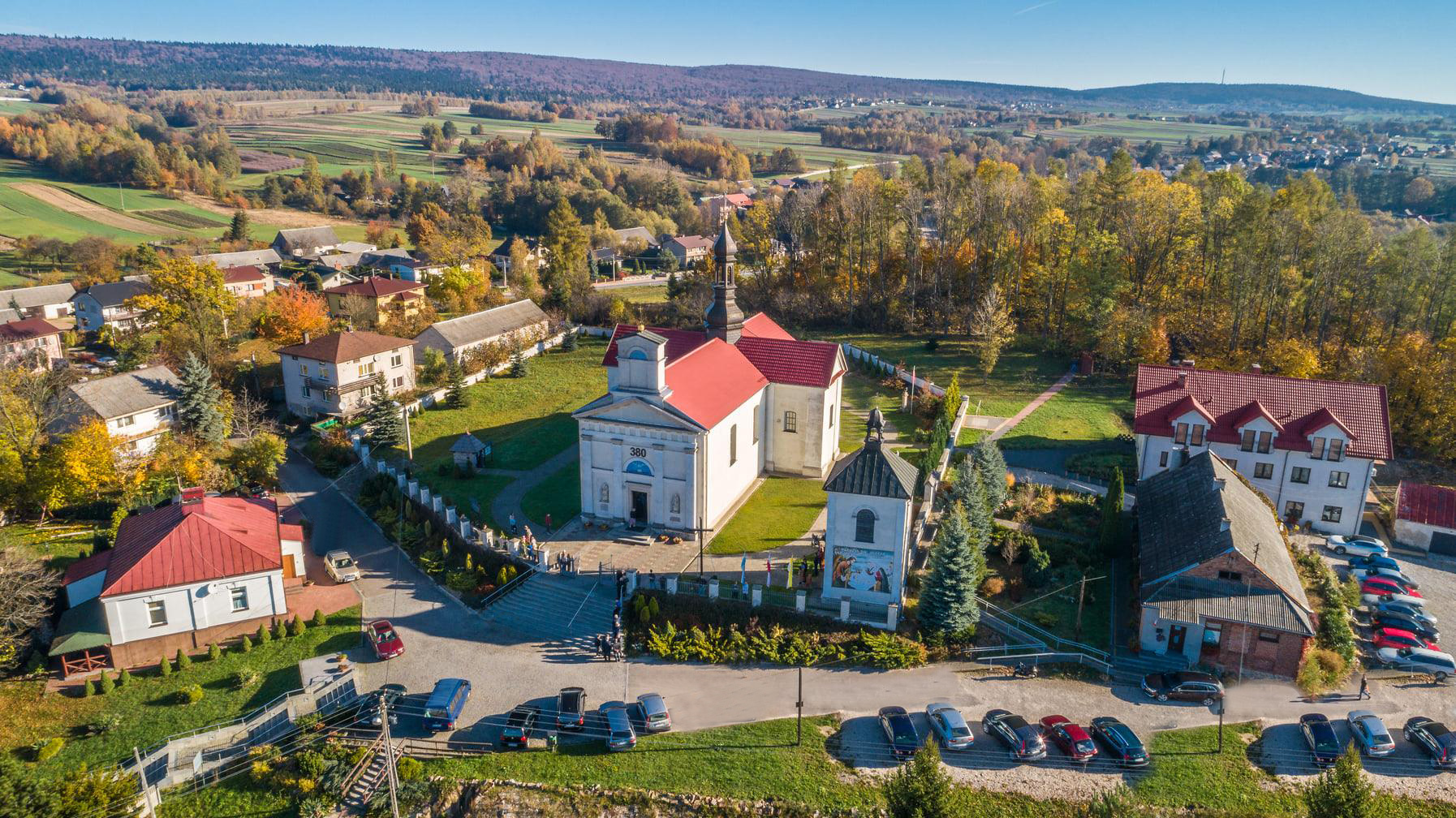
Kościół parafialny w Bielinach na Wzgórzu Popówka
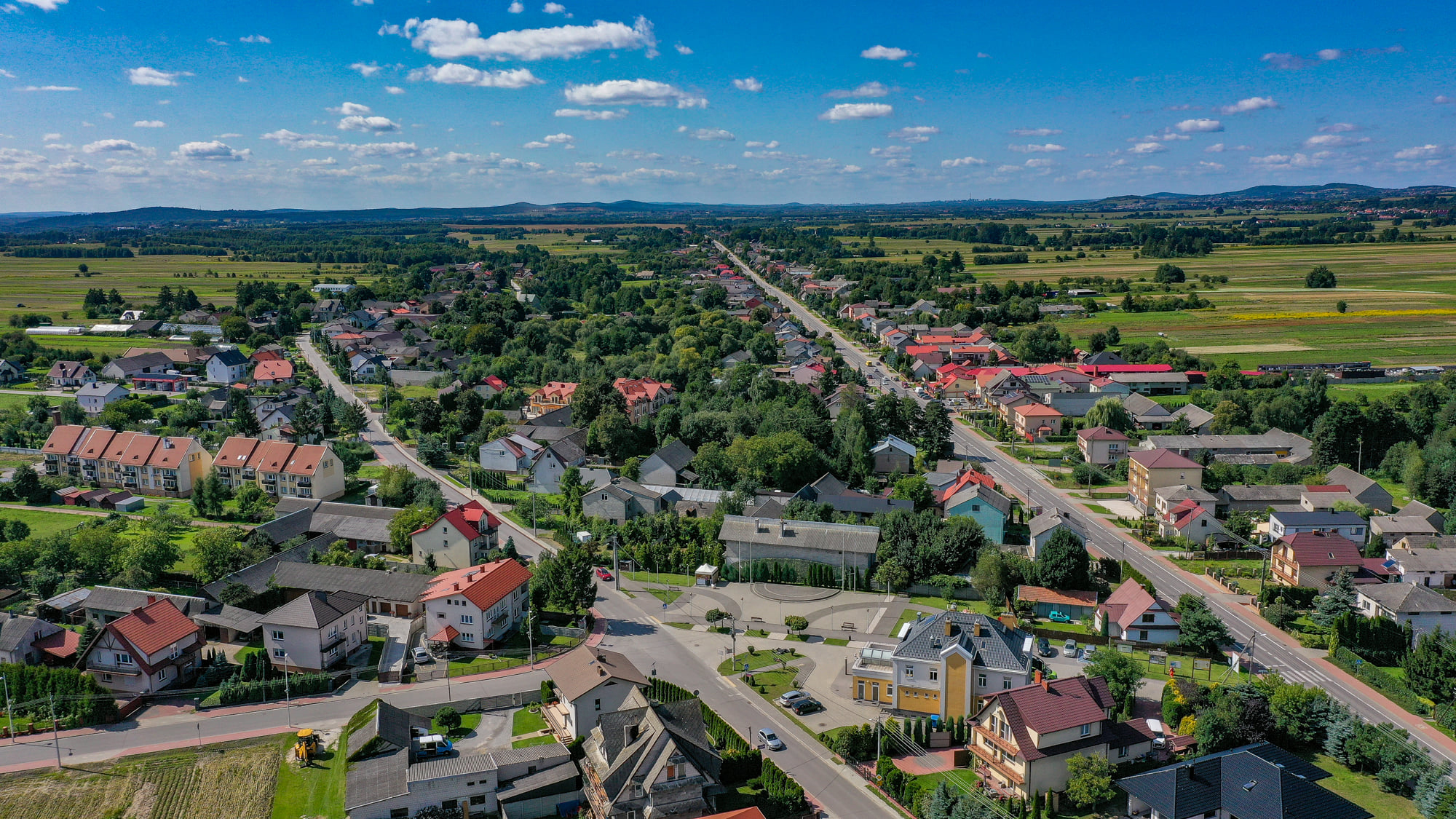
Bieliny z lotu ptaka - Ulica Kielecka i Starowiejska
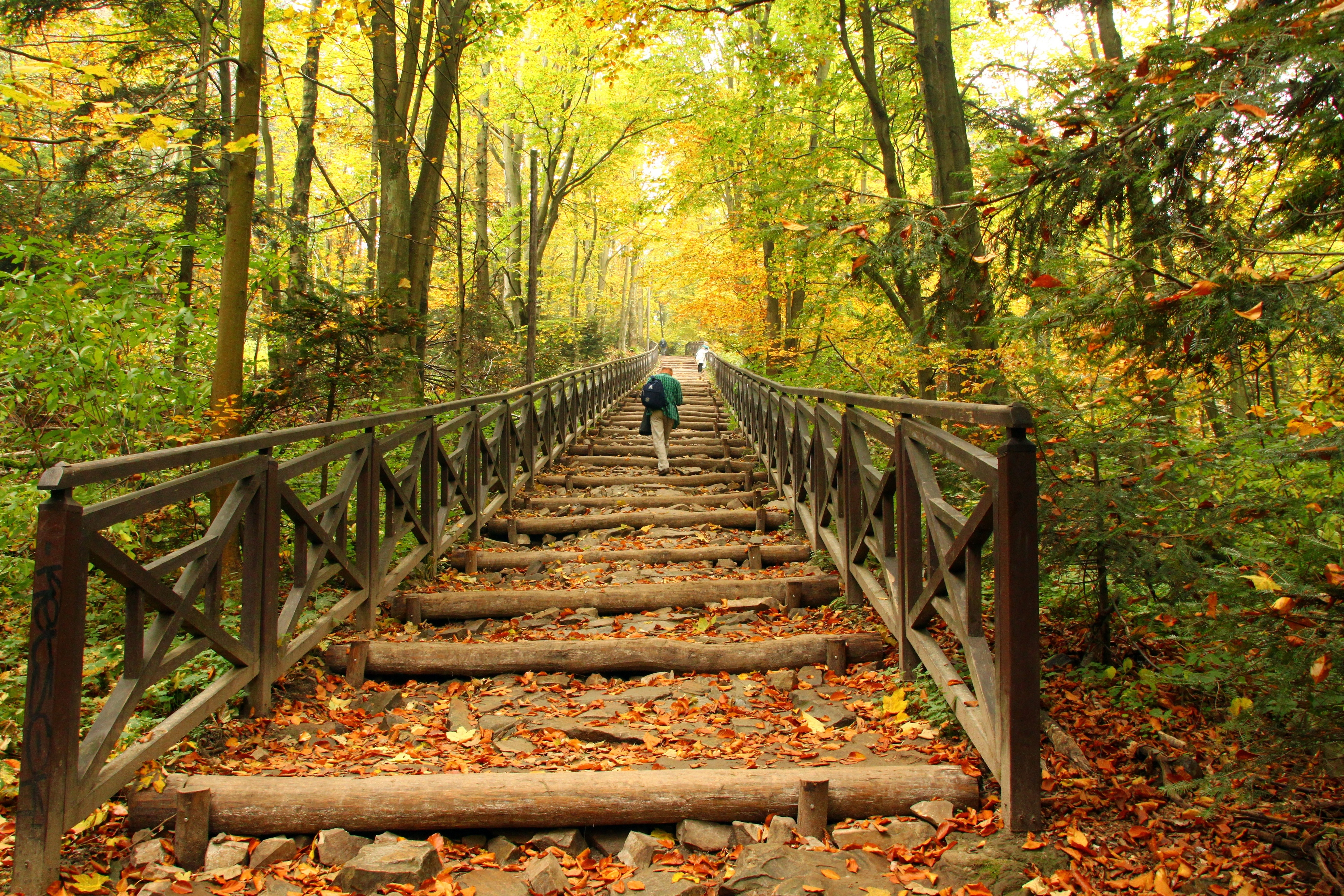
Świętokrzyski Park Narodowy
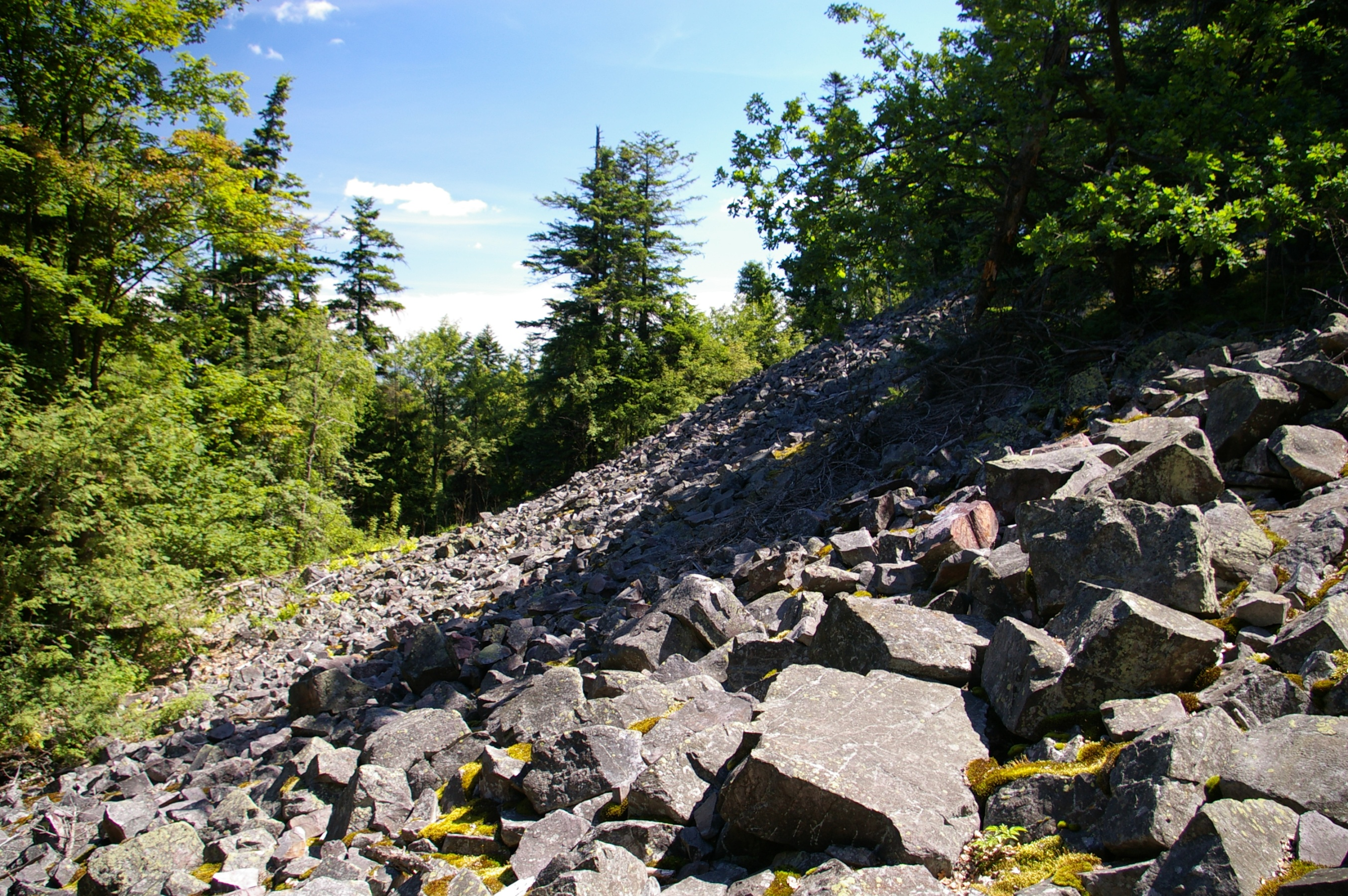
Gołoborze na Łysicy
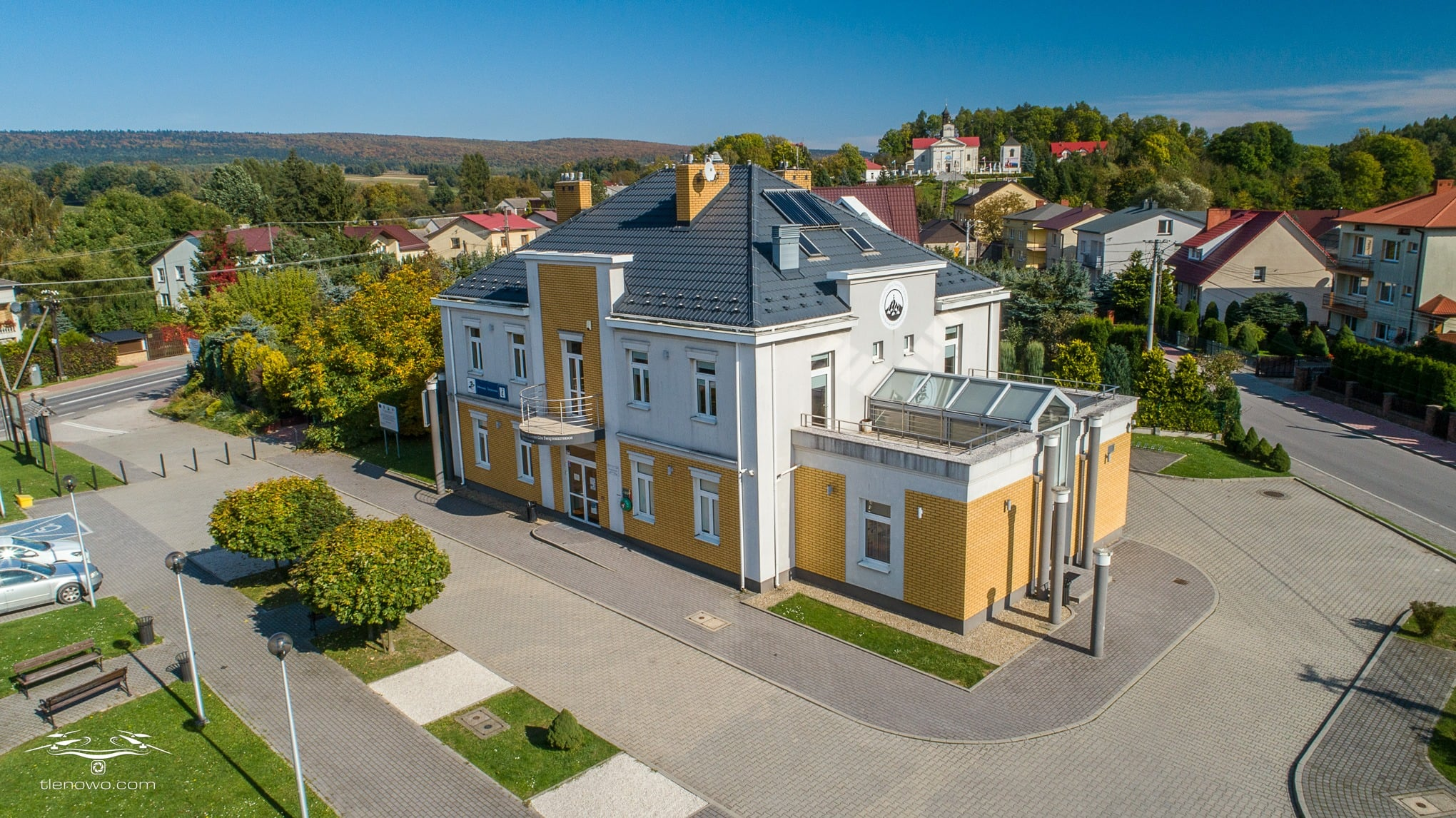
Centrum Kultury i Tradycji
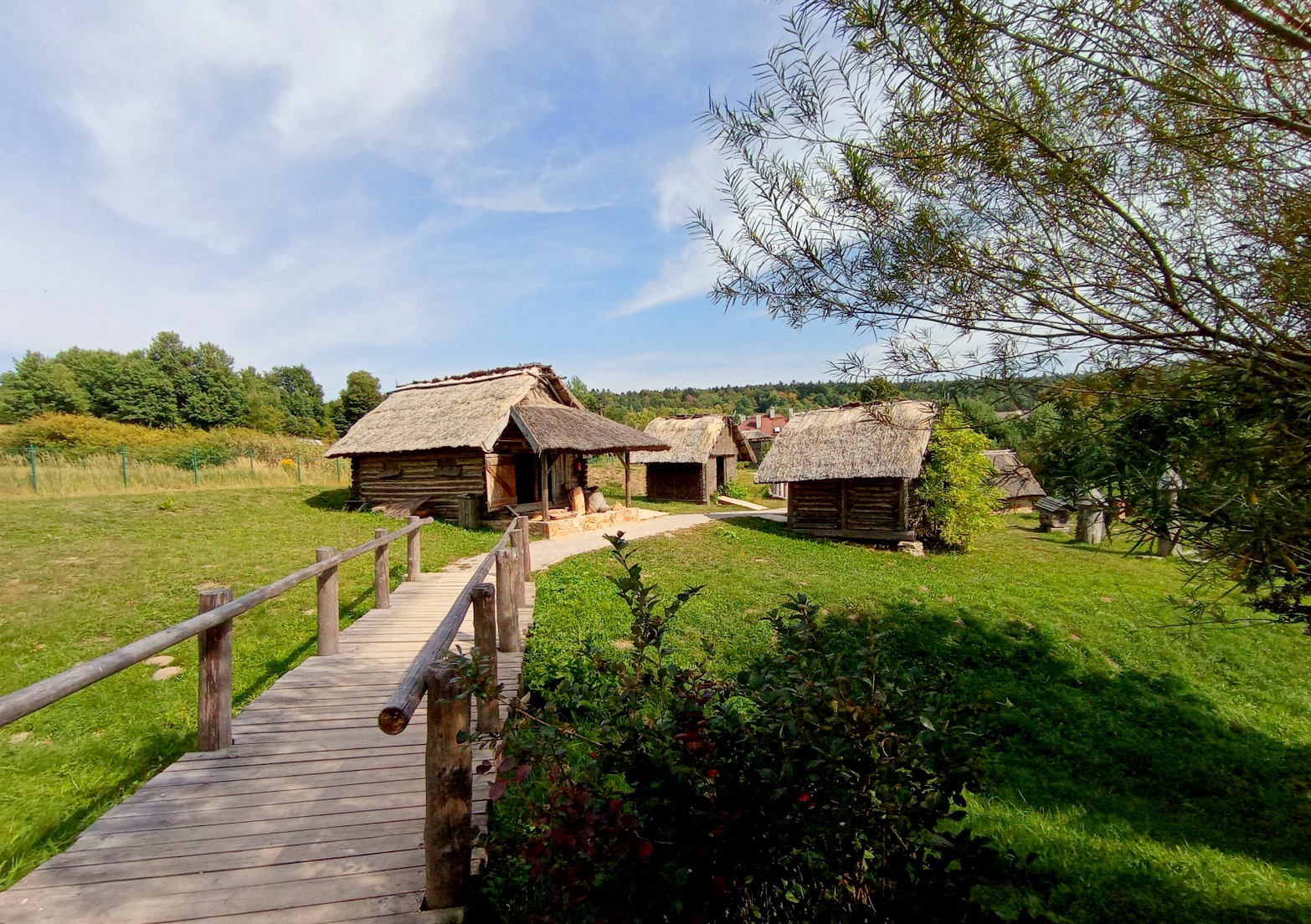
Huta Szklana - Osada Średniowieczna
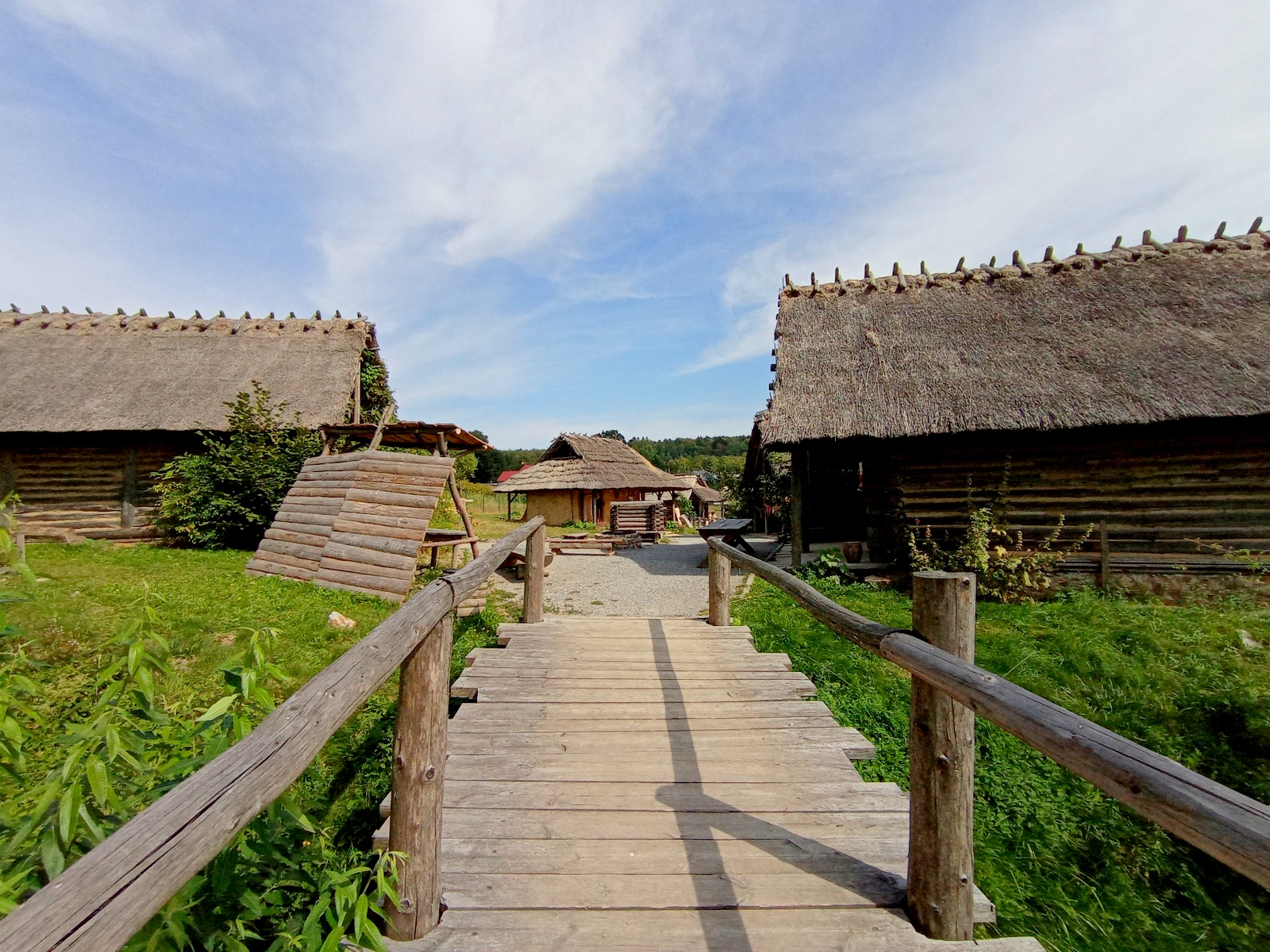
Huta Szklana - Osada Średniowieczna
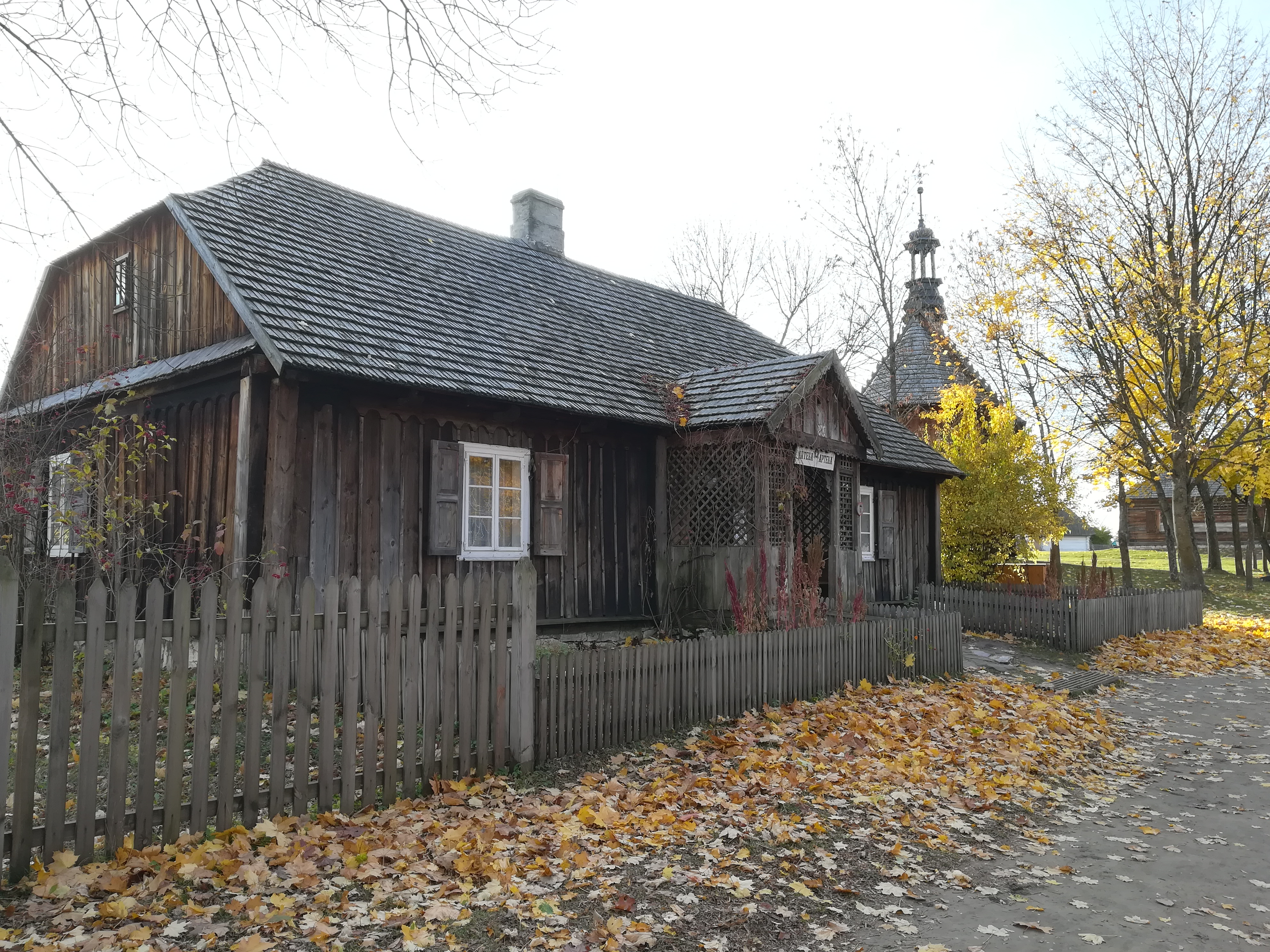
XIX-wieczna Organistówka z Bielin (aktualnie przeniesiona do Tokarni)
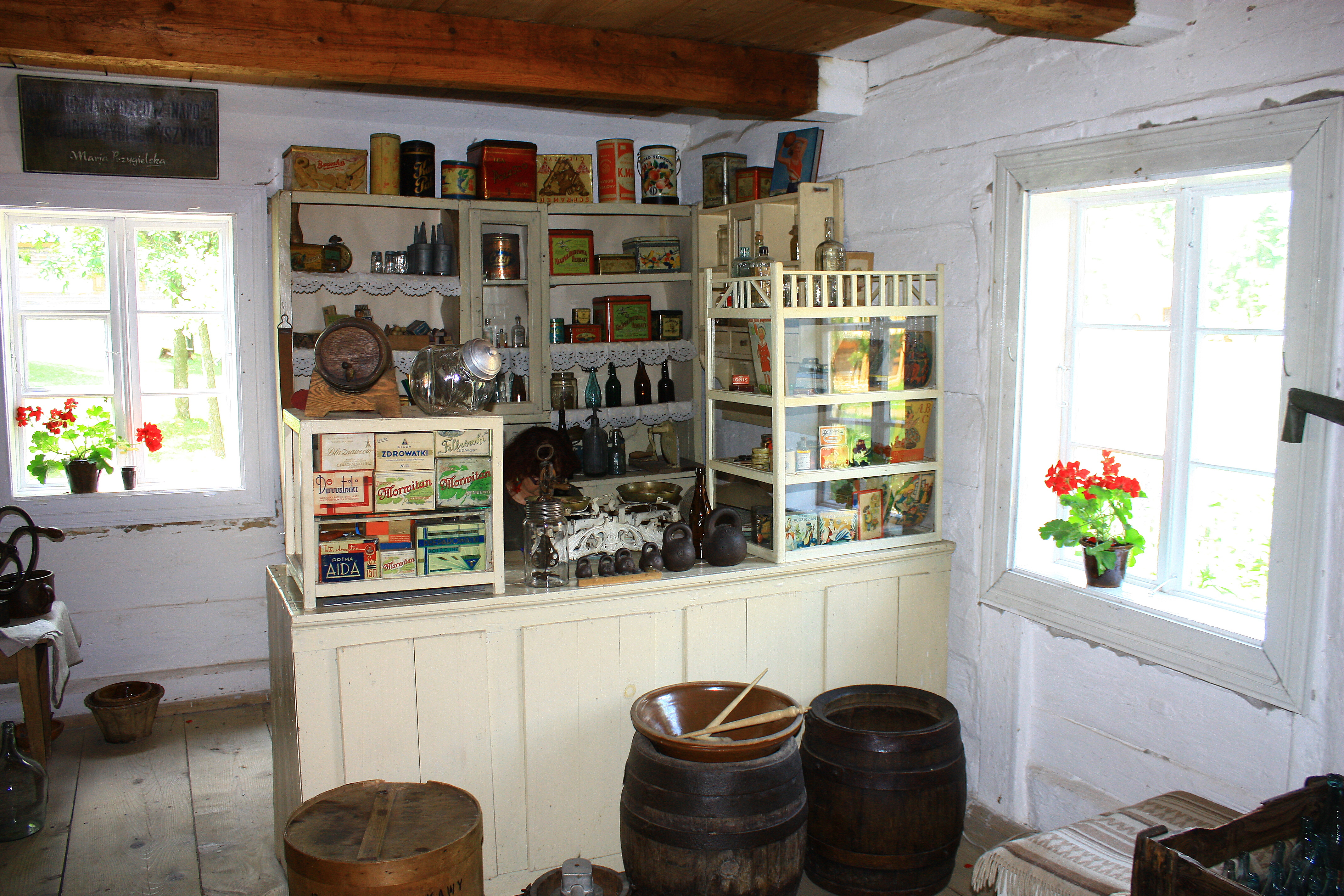
Organistówka z Bielin (XIX w.)
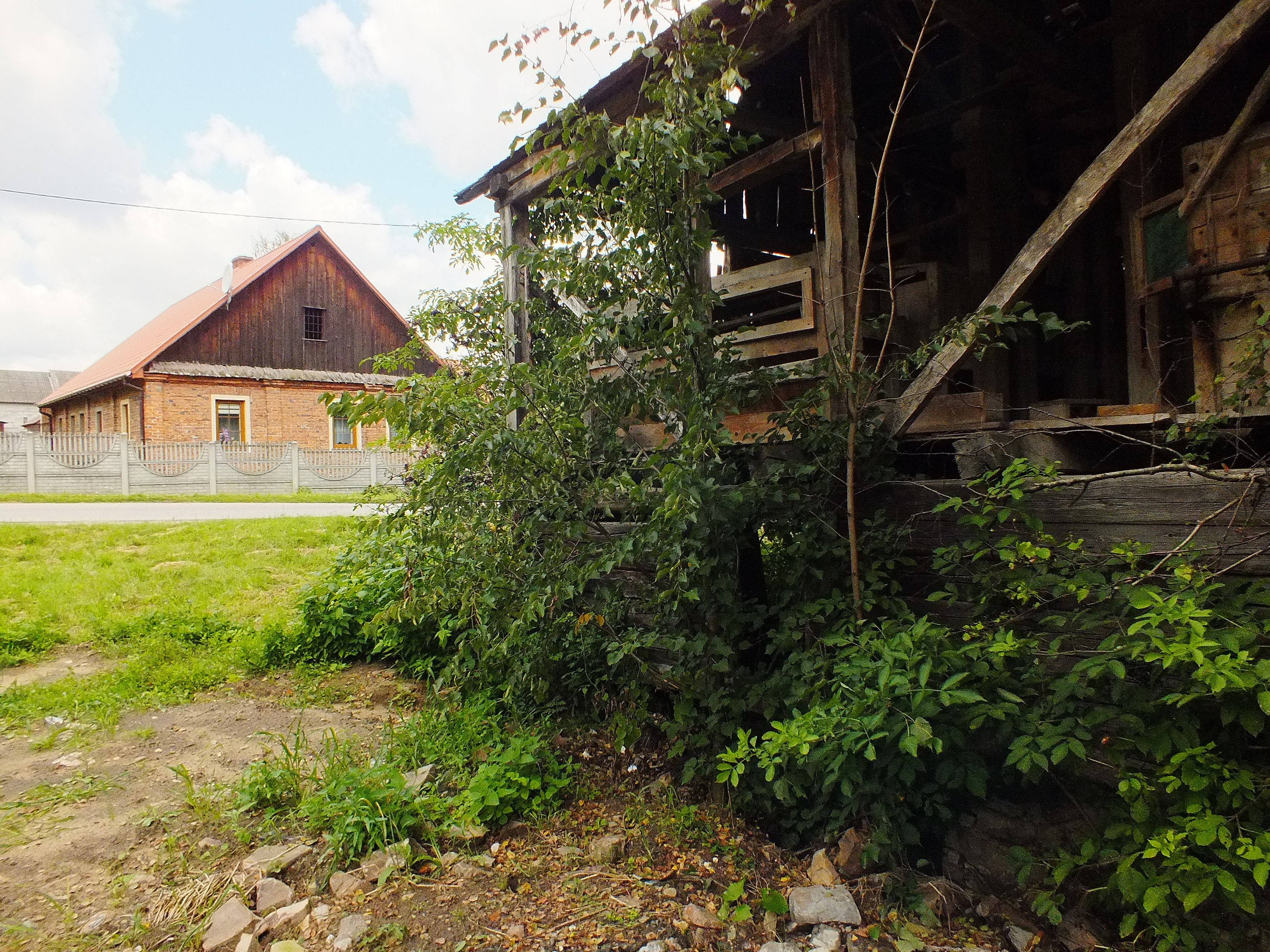
Drewniany młyn w Belnie z 1884 roku. Jeden z zabytków techniki
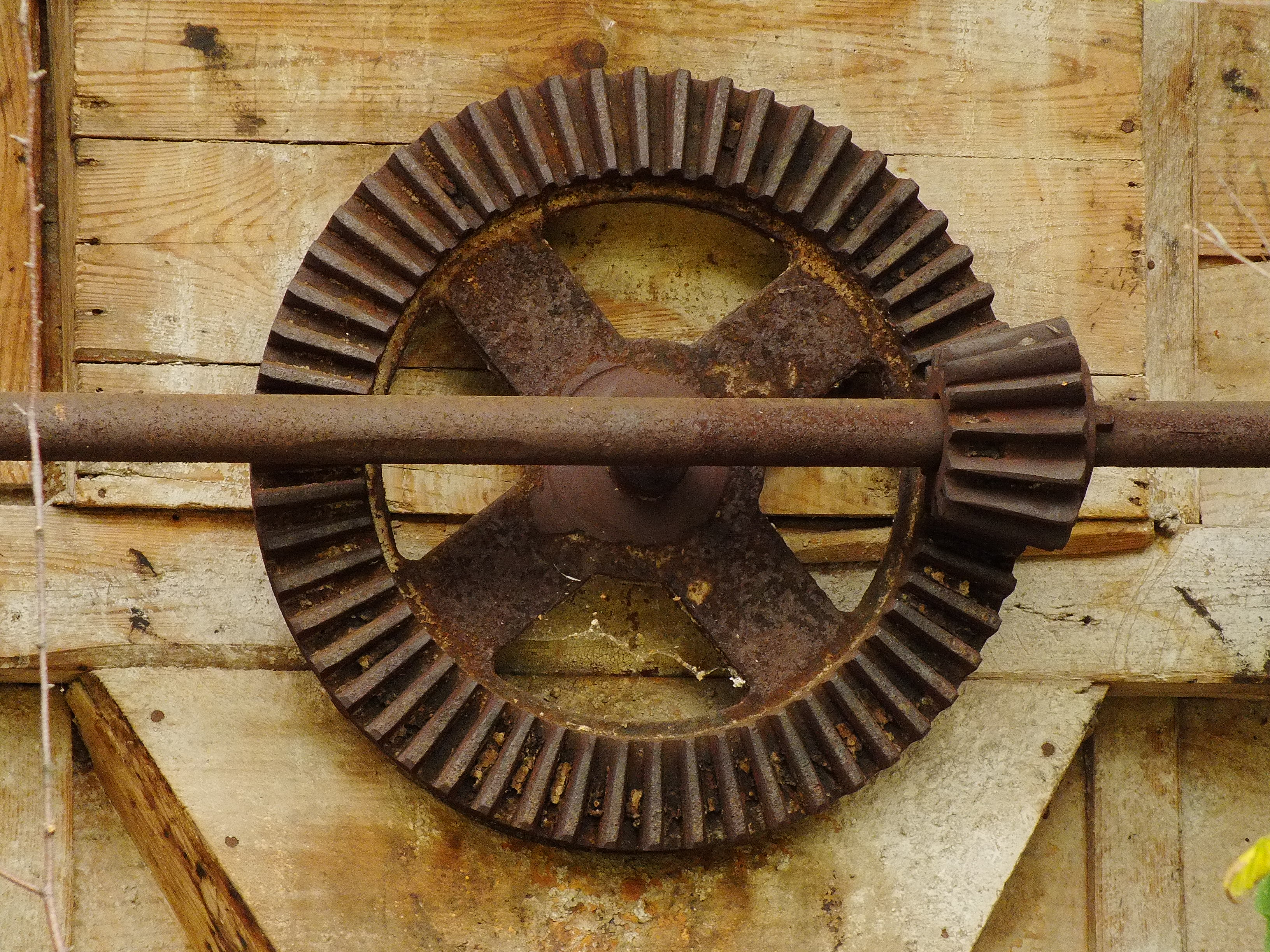
element młyna
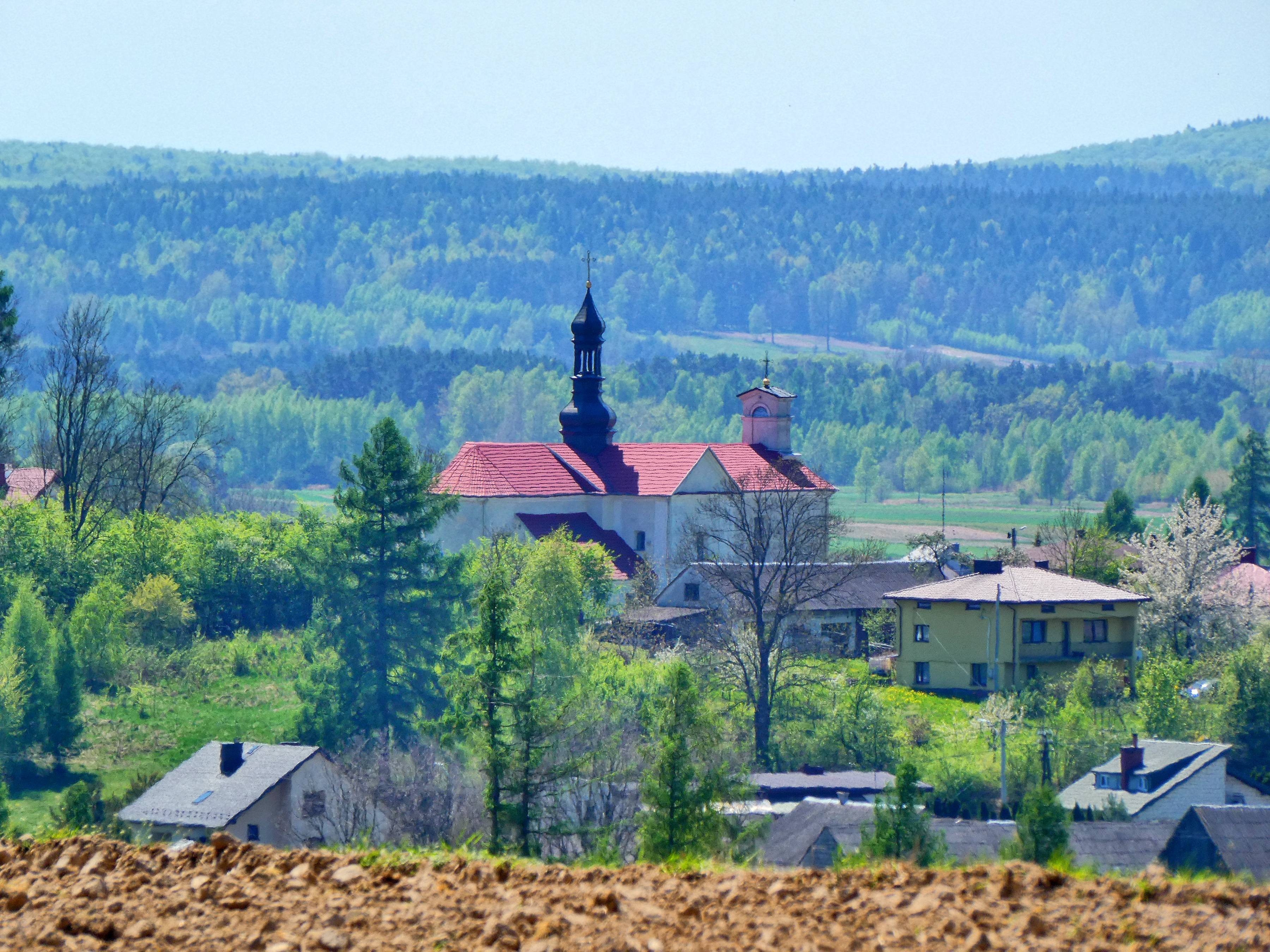
Widok z Bielin ul. Podlesie (niebieski szlak)
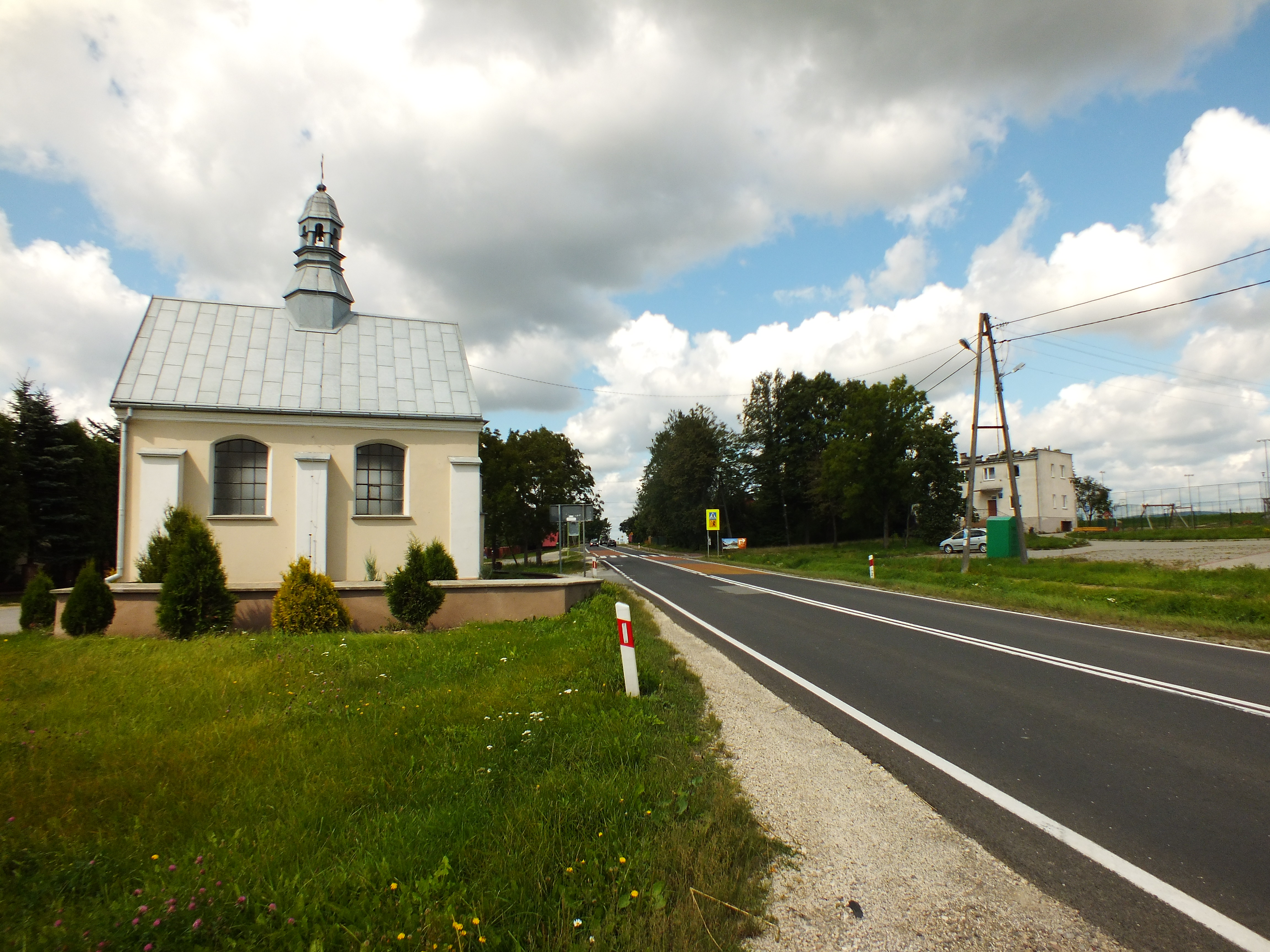
Makoszyn - zabytkowa kaplica z I połowy XIX wieku
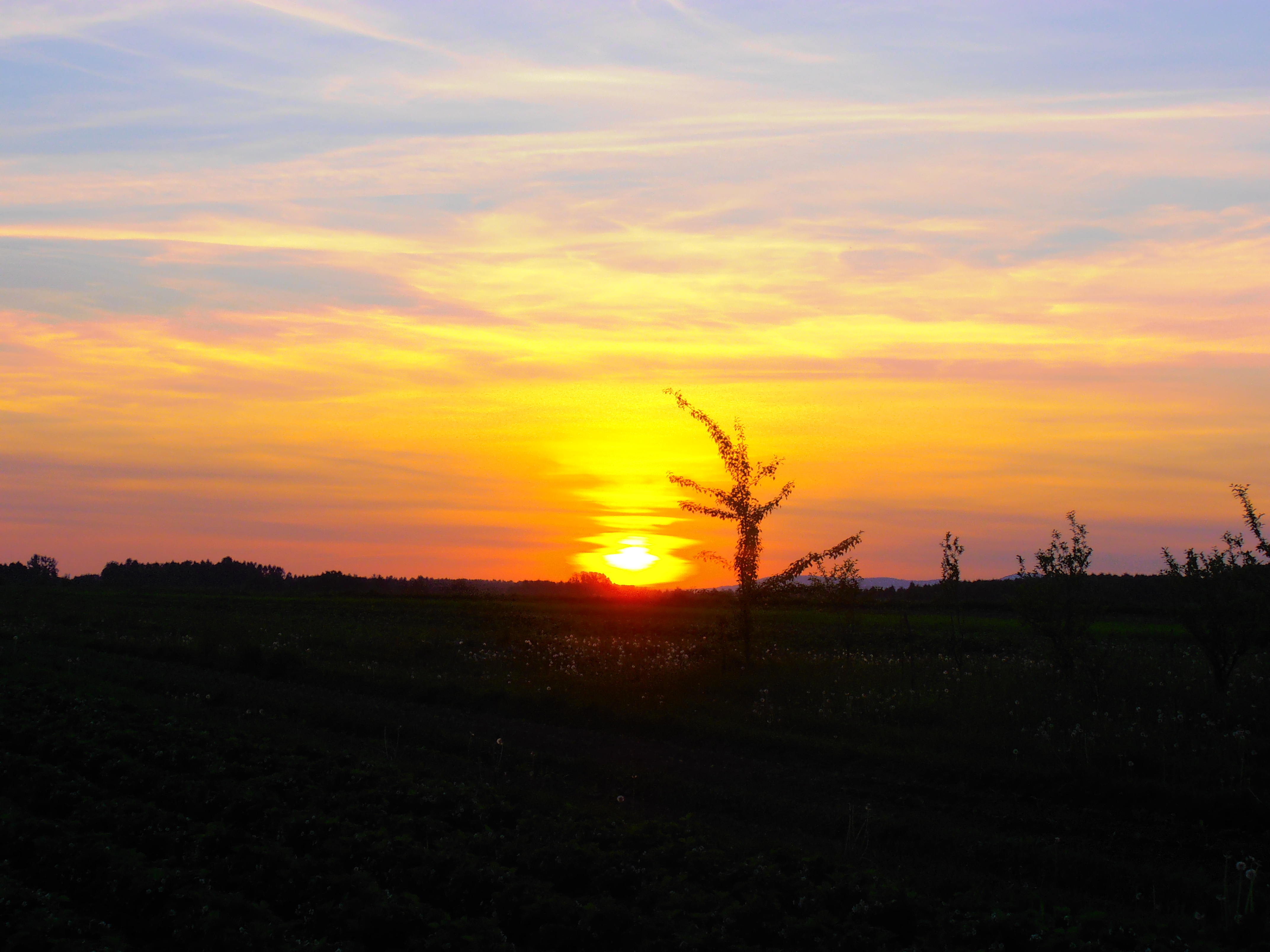
Zachód Słońca w Górkach Napękowskich
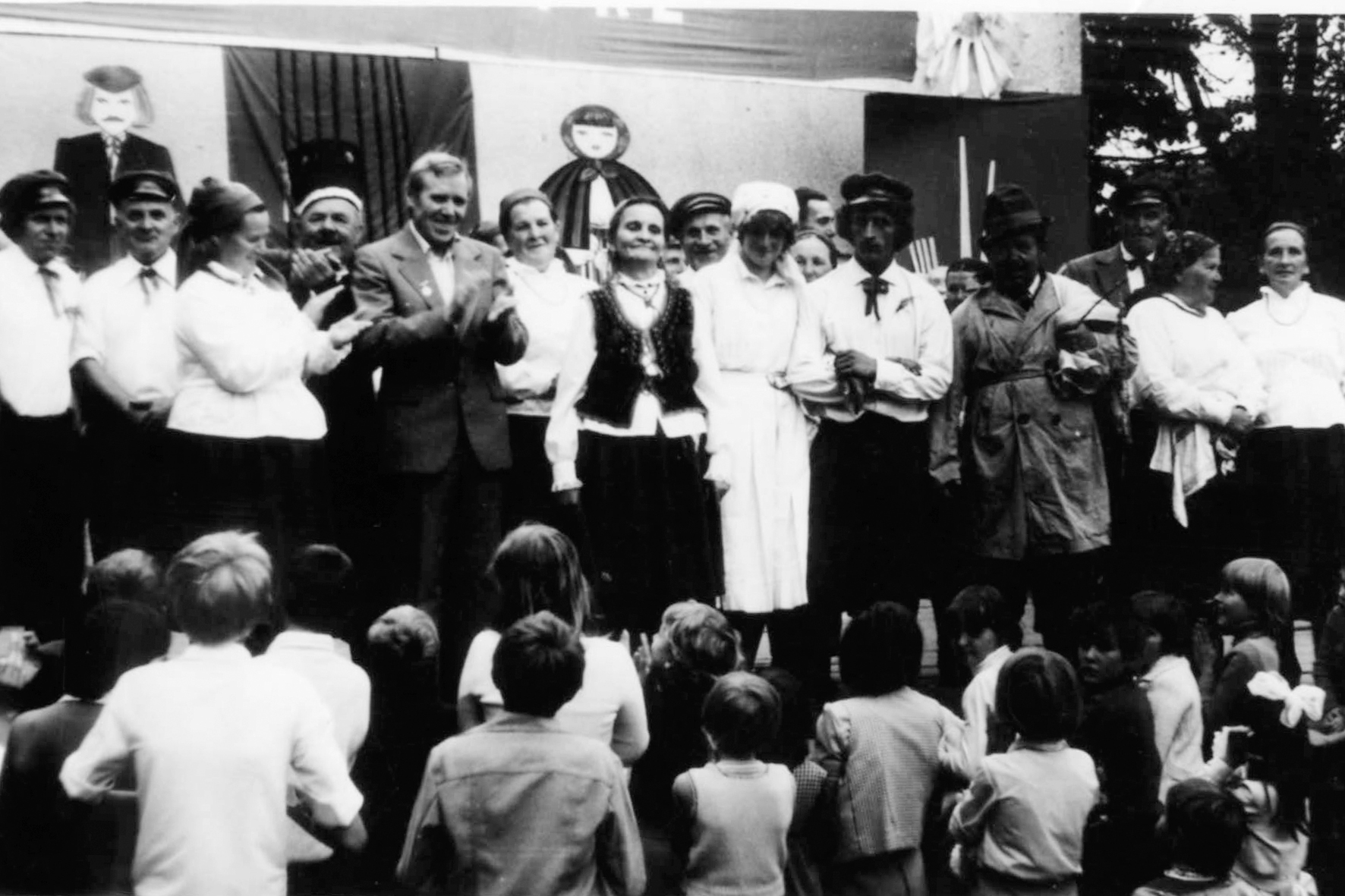
Zespół folklorystyczny "Wesele Bielińskie"
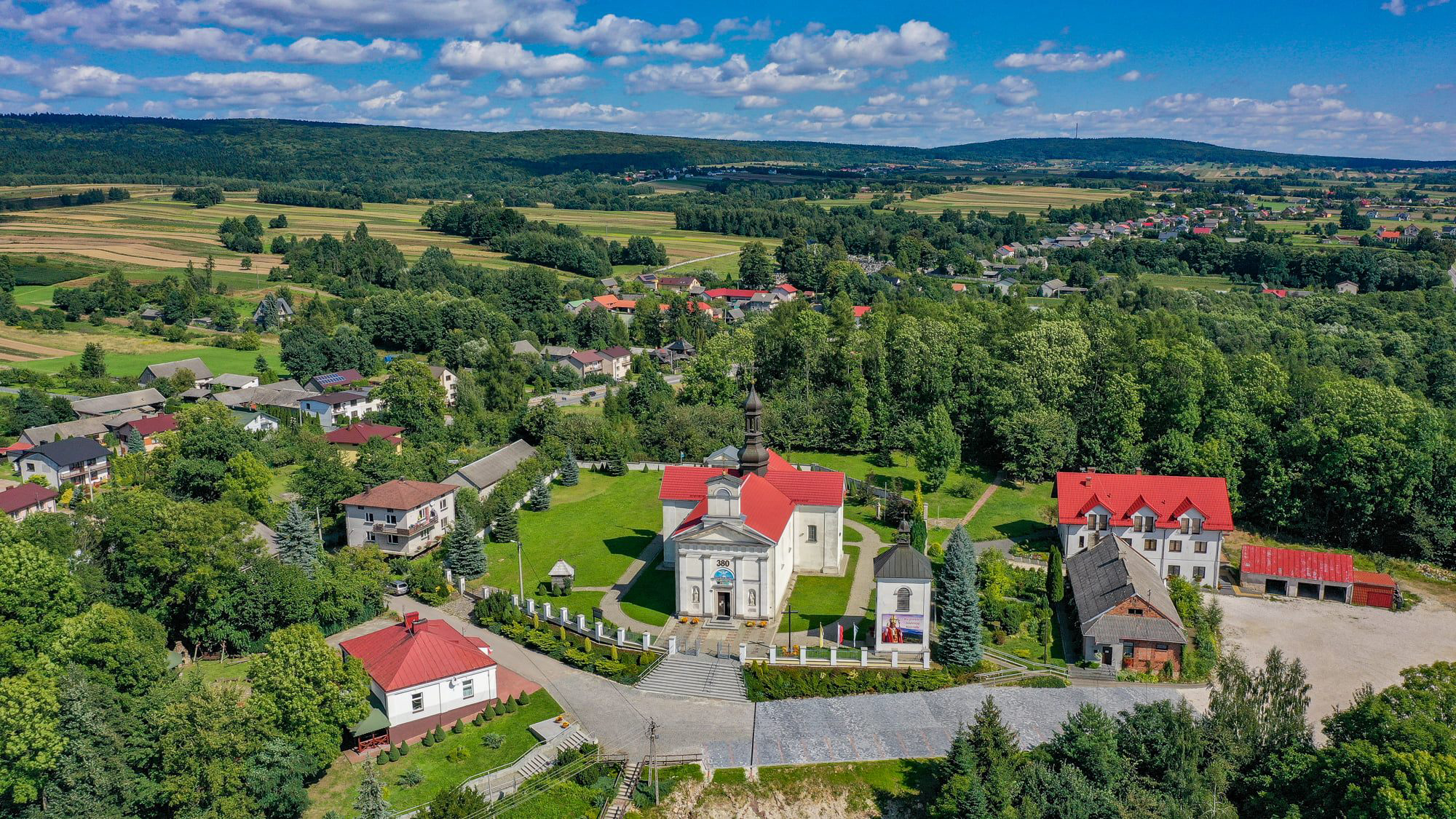
Bieliny z lotu ptaka (strona wschodnia)
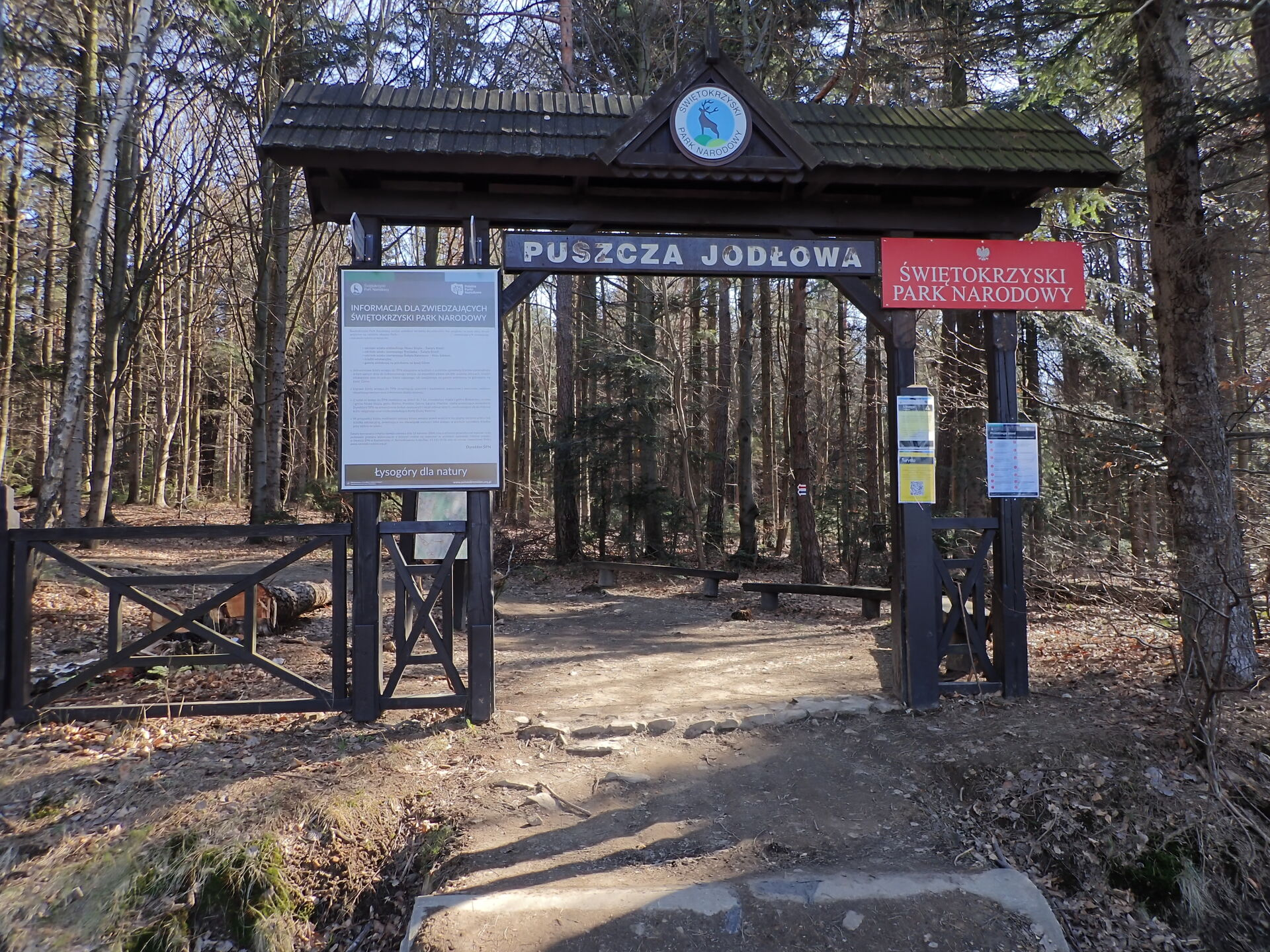
Wejście do Świętokrzyskiego Parku Narodowego od strony Kakonina

## Kultura i sztuka
- W roku 1851 na trasie podróży Oskara Kolberga znalazł się teren Gór Świętokrzyskich (bogate materiały dotyczące tych terenów zamieścił w monografiach „Radomskiem” i „Kieleckiem").

„U mieszkańców siół zalegających podnóże gór Świętokrzyzkich jest mniemanie, że w wigiliją św. Jana zlatują się czarownice na szczyt Łysicy dla odbycia narad, po skończeniu których odprawiają bankiet wraz z biesami w zaczarowanym ogrodzie, który się mieści na  wyż wspomnionej górze".
W Pieśniach ludu polskiego znaleźć można zapis nutowy pieśni Od Łysej Góry, melodię zasłyszaną przez Kolberga w Bielinach i Dębnie.
- W 1923 roku Stefan Żeromski w swoim dziele Snobizm i postęp,  tak opisywał tereny gminy Bieliny:

" Pragnąc odnaleźć idealnie polską, to znaczy możliwie najbardziej wolną od wpływów zewnętrznych gwarę – macierz, należałoby szukać jej nie na pograniczu, lecz właśnie w głębi, niejako w łonie, macierzystego kraju. Należałoby wynaleźć w Polsce krainę, położoną z dala od wszelkich granic, a więc od wpływu niemieckiego, czeskiego i ruskiego, iście słowiańską od samego początku (...) Takim krajem, według mojego rozumienia, będzie obręb terytorium, na którego jednym krańcu leży miasto Opatów, na drugim miasteczko Przedbórz, – na północy Ilża, na południu Stopnica. Jest to więc mniej więcej obszar gór i lasów świętokrzyskich. Okolica ta ma, – w przeciwieństwie do Tatr, które reprezentują pasterski sposób życia mieszkańców z niejaką domieszką rolnictwa (owies, grule),- wszystkie stopnie rozwoju: pasterski i leśny w okolicy samych Łysogór, rolniczy, jak we wszystkich innych okolicach kraju, ogrodnictwo, wysoko postawione na południowym zboczu gór świętokrzyskich (w Bielinach, Porąbkach, Słupi, Krajnie), oraz w średniowieczu wszczęte, w jednych miejscach zamarłe, legendarne, w innych do dziś istniejące kopalnictwo rud żelaza, miedzi, marmurów (...) U podnóża Łysej góry w Bielinach i Porąbkach zaprowadzone zostały przez mnichów benedyktyńskich najrzadsze i najpiękniejsze drzewa owocowe przy chatach. Kwitną tam również najpiękniejsze zapewne w Polsce dziewczęta i kobiety, o oczach połyskujących, jak u Włoszek, kruczych włosach i regularnych rysach.(...)
- Debiut bielińskiego pisarza, piewcy gwary świętokrzyskiej Józefa Ozgi-Michalskiego przypada na rok 1937, kiedy to został wydany jego tomik poetycki pt. Pieśń buntu oraz pisane stylizowaną świętokrzyską gwarą, "godki" zatytułowane Łysica gwarzy. Później mówił "wtedy nawet nie czułem się ich autorem, przekazałem w nich to, co zostało wyjęte z ust moich sąsiadów". W prawie każdym jego utworze są elementy gorącej miłości do domu rodzinnego, do Łysicy, do wsi kieleckiej i jej przepięknej malowniczej przyrody. Sam mówi o swojej twórczości: „wszystko, co piszę, jest z ducha ziemi świętokrzyskiej”. Autor bohaterami swoich dzieł uczynił osoby, które faktycznie żyły (niektóre żyją do dziś) w Bielinach, Kakoninie, Belnie, Lechowie, Porąbkach (np. Teliga, Horymowo, Frąk, Iwan, Parobiec, Ozga, Grzegorcyk).

- W 1951 roku powstał zespół folklorystyczny "Wesele Bielińskie". Przedstawiał tradycyjne obrzędy weselne podczas widowiska teatralnego trwającego ponad dwie godziny. Oparte ono było na adaptacji sztuki etnografa Stanisława Suchorowskiego "Wesele świętokrzyskie" z wykorzystaniem zwyczajów, pieśni, przyśpiewek i tańców regionalnych, żywych jeszcze wtedy w obrzędowości weselnej Gór Świętokrzyskich. Zespół w okresie swojej świetności liczył 50 członków. Cieszył się wielką popularnością nie tylko w Bielinach, ale także w okolicy i różnych miejscowościach całego kraju. Brał udział w wielu festiwalach folklorystycznych, między innymi w Zakopanem, Kazimierzu Dolnym, Włoszczowie, Warce, Suchedniowie, w Warszawie.

- W latach 1963 roku została wydana publikacja pt. Pieśni ludowe z Łysogór autorstwa Zygmunta Włodzimierza Pyzika, która zawiera 30 pieśni ludowych zapisanych z posłuchu od 6 śpiewaczek lokalnych: Ewy Kot, Julianny Krzos, Anny Michalskiej, Krystyny Okulskiej, Marianny Kopacz i Józefy Dudek[17].
- Lata 60 – 80 przypadają na okres twórczości bielińskiego malarza Stanisława Bąka (1931- 1987). Największą sławę przyniosły mu obrazy ukazujące wydarzenia rodzinnej wsi, jak np. Wesele w Bielinach, Zielna w Bielinach, Odpust w Bielinach, Kolędnicy. Za pracę na rzecz kultury otrzymał odznakę Zasłużony Działacz Kultury. Należał do Stowarzyszenia Twórców Ludowych. W zbiorach Muzeum Narodowego w Kielcach znajduje się 16 jego prac.
- Na przełomie lat 60. i 70. XX wieku Bieliny uwiecznił na swych obrazach słynny malarz Antoni Teslar[18]
- 1 czerwca 1998 roku po raz pierwszy zostały zorganizowane Dni Świętokrzyskiej Truskawki, folklorystyczny festyn, połączony z Mistrzostwami Świata w Szypułkowaniu Truskawek.
- W 2001 roku powstaje Towarzystwo Przyjaciół Gminy Bieliny, prowadzące działania na rzecz zachowania dziedzictwa kulturowego, upowszechniania wiedzy o historii i dniu dzisiejszym Bielin i innych miejscowości położonych na terenie gminy Bieliny z inicjatywy Sławomira Jóźwika i Andrzeja Drogosza. W 2004 roku TPB utworzyło fundusz stypendialny im. JM Rektora Uniwersytetu Jagiellońskiego Ks. Prof. Karola Teligi. Stypendia są wręczane co roku jako najważniejszy punkt programu Dnia Kultury i Tradycji Gminy Bieliny. Innymi sukcesami towarzystwa są m.in. organizowanie cyklicznych imprez turystycznych "Rodzinne wędrowanie" (rajdy piesze i rowerowe), gminnego Konkursu Historycznego im. Prezydenta Kazimierza Sabbata czy przeprowadzanie corocznych kwest i zbiórek pieniędzy na odnowę i ochronę miejscowych zabytków (kapliczki przydrożne, zabytkowe nagrobki).
- W 2007 roku zostały wydane: pierwsza obszerna monografia historyczno-etnograficzna Gminy Bieliny – Kartki z przeszłości gminy Bieliny, autorstwa Andrzeja Drogosza i Anety Cedro oraz książka Parafia Bieliny: zarys dziejów autorstwa Ryszarda Skrzyniarza.
- W Gminie Bieliny działają następujące zespoły folklorystyczne: Bielinianki, Dziecięcy Zespół Pieśni i Tańca "Jodełki" z Huty Nowej, Małe Bielinianki ; kapele ludowe: Echo Łysicy, Makoszanki, Śwarne Kakoninianki, Kapela z Kakonina, Kapela Bielińska oraz Chór Towarzystwa Przyjaciół Bielin Sabbaton.
- Katarzyna Berenika Miszczuk, polska pisarka umieściła akcję swoich powieści z sagi Kwiat Paproci w Bielinach i Kakoninie. Jedna z głównych bohaterek posługuje się autentyczną gwarą świętokrzyską, a co poniektóre opisane obrzędy i zwyczaje do tej pory są kultywowane przez lokalną ludność. Autorka przyznała, że wzorowała się zabytkową chałupą w Kakoninie, przy kreowaniu chaty Szeptuchy. Powieści ulokowane w Bielinach – Szeptucha, Żerca, Jaga i Przesilenie otrzymały nagrodę Najlepszej Powieści Roku w kategorii literatura fantasy portalu lubimyczytac.pl[19]. W 2021 roku została wydana pierwsza część sagi Klub Kwiatu Paproci dla dzieci i młodzieży, także osadzona w Bielinach i okolicy pt. Tajemnica Domu w Bielinach. W 2022- 2023 roku doczekała się dwóch kontynuacji - Tajemnica Dąbrówki oraz Tajemnica Ognia.[20]

## Oświata
Na terenie gminy znajduje się osiem szkół podstawowych:
- Szkoła Podstawowa im. Jana Pawła II w Bielinach
- Szkoła Podstawowa w Belnie
- Szkoła Podstawowa w Hucie Nowej
- Szkoła Podstawowa w Hucie Podłysicy
- Szkoła Podstawowa w Hucie Starej
- Szkoła Podstawowa w Lechowie
- Szkoła Podstawowa w Makoszynie
- Szkoła Podstawowa w Porąbkach

## Sołectwa
Belno, Bieliny, Czaplów, Górki Napękowskie, Huta Koszary, Huta Nowa, Huta Stara, Huta Szklana, Huta Podłysica, Kakonin, Lechów, Makoszyn, Napęków, Porąbki, Zofiówka

## Sąsiednie gminy
Bodzentyn, Daleszyce, Górno, Łagów, Nowa Słupia

## Wójtowie gminy Bieliny
- Andrzej Kępczyński (1990-2002)
- Jan Gałka (2002-2006)
- Sławomir Kopacz (2006-nadal)